# Сталинская премия за выдающиеся изобретения и коренные усовершенствования методов производственной работы (1951)
В 1951 году были названы лауреаты Сталинской премии за выдающиеся изобретения и коренные усовершенствования методов производственной работы за 1950 год в Постановлениях Совета министров СССР «О присуждении Сталинских премий за выдающиеся изобретения и коренные усовершенствования методов производственной работы за 1950 год» (опубликовано в газете «Правда» в выпусках от 15 и 16 марта 1951 года (№ 74, 75)).
Сумма вознаграждения для первой степени 150 000 рублей, второй 100 000 рублей, третьей 50 000.

## Машиностроение

### Первая степень
1. Гридин, Алексей Дмитриевич, руководитель работы, гл. конструктор, Пичугин, Александр Александрович, нач. отдела ГПКЭИУМ; Кудряшов, Евгений Иванович, гл. конструктор проекта, Бурцев, Иван Яковлевич, гл. инженер шахты комбината «Сталинуголь», — за изобретение и внедрение угольных комбайнов для разработки тонких пологопадающих угольных пластов.
2. Дикушин, Владимир Иванович, руководитель работы, ч.- к. АН СССР, Владзиевский, Александр Павлович, Гаврюшин, Антон Григорьевич, Алексеев, Евгений Герасимович, Левин, Арий Абрамович, Прокопович, Аркадий Ефимович, Зузанов, Георгий Иванович, Бакулин, Иван Алексеевич, Щербаков, Василий Иванович, Никитин, Борис Дмитриевич, Соловьёв, Георгий Васильевич, Захаров, Вячеслав Алексеевич, Морозова, Елена Митрофановна, Черников, Сергей Сергеевич, Логинов, Яков Владимирович, Минскер, Эммануил Исаакович, Бобров, Георгий Арсеньевич, Чуян, Михаил Михайлович, Никифоров, Павел Александрович, сотрудники ЭНИМС; Сорокин Алексей Фёдорович, слесарь-монтажник завода «Красный Пролетарий», Крылов, Пётр Александрович, нач. сектора КБ треста «Электропечь», Городецкий, Иосиф Ефимович, директор, Дворецкий, Евгений Романович, гл. инженер Бюро взаимозаменяемости МССП СССР, Надеинская, Елизавета Павловна, директор ВНИИИ, Рымарь, Николай Фёдорович, ст. инженер Комитета мер и измерительных приборов при СМ СССР, — за разработку принципов комплексной автоматизации производственных процессов в машиностроении, проектирование и освоение автоматического завода поршней.
3. Добрынин, Владимир Алексеевич, руководитель работы, Барсук, Александр Николаевич, Бермант, Ефим Михайлович, Гришин, Вячеслав Владимирович, Дынкин, Александр Леонидович, Колесов, Пётр Алексеевич, Мусатов, Александр Арсеньевич, Смоленский, Константин Иванович, Непопалов, Николай Матвеевич, инженеры, Левин, Валериан Романович, Масленников, Михаил Михайлович, профессора, — за работу в области машиностроения.
4. Люлька, Архип Михайлович, руководитель работы, Жуков, Иван Иванович, Козлов Иван Фёдорович, Лусс, Эдуард Эдуардович, Новиков, Георгий Фёдорович, Шевченко, Павел Исидорович, Юкало, Павел Алексеевич, инженеры, — за работу в области машиностроения.
5. Рудяк, Евгений Георгиевич, руководитель работы, Волосатов, Георгий Павлович, Вылкост, Теодор Доминикович, Горичев, Константин Васильевич, Киржаков, Кирилл Михайлович, Кузнецов, Герман Николаевич, Лисичкин, Борис Георгиевич, Малика, Степан Семёнович, Мурин, Николай Николаевич, Попов, Николай Александрович, Смоткин, Иерухим Хацкелевич, Соколов, Василий Емельянович, Сулимовский, Николай Александрович, инженеры, — за работу в области военной техники.
6. Сатовский, Борис Иванович, руководитель работы, нач. бюро, Кубачек, Владимир Рудольфович, зам. нач. бюро, Исаев, Тимофей Емельянович, Ясенев, Дмитрий Андреевич, Винокурский, Хаим Аронович, Борисов, Сергей Кузьмич, руководители групп ОГК, Горелышев, Сергей Александрович, зав. технологическим бюро Отдела сварки, Любимов, Аркадий Александрович, ведущий инженер-технолог ОГМ Уралмаш имени С. Орджоникидзе; Домбровский, Николай Григорьевич, профессор МИСИ имени В. В. Куйбышева, Тулин, Вячеслав Семёнович, гл. инженер, Ефанов, Алексей Гаврилович, зам. гл. конструктора треста «Электропривод»; Борисенко Николай Иванович, гл. инженер Харьковского ЭМЗ имени И. В. Сталина, Евсеев, Борис Михайлович, технолог Московского механического завода, — за создание конструкции шагающего экскаватора «ЭШ-14/65».

### Вторая степень
1. Горбачёв, Николай Петрович, руководитель работы, Бабочкин, Владимир Сергеевич, Васильев, Алексанедр Николаевич, Гохштейн, Герш Цальевич, Руднев, Владимир Владимирович, Ларионов, Василий Васильевич, Семёнов, Анатолий Иванович, Юрышев, Николай Николаевич, Федосов, Иван Всеволодович, инженеры, — за работу в области машиностроения.
2. Коротков, Фёдор Амосович, руководитель работы, Артемьев, Александр Александрович, Дзарданов, Андрей Борисович, Павловский Леонид Александрович, Процеров, Борис Александрович, Романов, Михаил Дмитриевич, Щепетков, Николай Иванович, инженеры, — за работу в области машиностроения.
3. Кучумов, Павел Сергеевич, зам. МСХ СССР, Бондаренко, Алексей Филимонович, Луканов, Михаил Андреевич, ст. инженеры, Селиванов Александр Иванович, руководитель лаборатории ВИМ, — за разработку и внедрение в сельское хозяйство методов восстановительного ремонта базисных деталей тракторов старых марок.
4. Левшунов, Валентин Тихонович, руководитель работы, ведущий конструктор, Федоровский, Аркадий Петрович, Костюнин, Алексей Сергеевич, Федосова, Екатерина Ивановна, Анненберг, Эрнест Александрович, ст. конструкторы, Маринин, Василий Васильевич, наладчик, Беляков, Евгений Алексеевич, мастер завода «Красный Пролетарий», — за разработку уникального станка.
5. Соколов, Алексей Анатольевич, руководитель работы, зам. директора, Кащеев, Георгий Николаевич, ст. н. с., Розенплентер, Николай Фридрихович, ст. инженер, Наумов, Дмитрий Константинович, руководитель лаборатории ВНИИТП; Гинзбург, Лев Наумович, гл. инженер Свердловского торфотреста, Шелыгин, Леонид Александрович, гл. конструктор, Елагин, Аполлон Алексеевич, ст. инженер Ивановского завода торфяного машиностроения; Аренгольд, Марк Александрович, гл. инженер, Капустин, Александр Сергеевич, гл. конструктор Калининского завода торфяного машиностроения имени 1-го Мая, — за разработку конструкции и освоение производства высокопроизводительных машин по добыче кускового торфа.
6. Строкин, Николай Иванович, руководитель работы, гл. инженер, Вилков, Дмитрий Романович, бригадир слесарей, Косицын, Александр Иванович, бригадир-наладчик штампов, Лбов, Григорий Фёдорович, ст. конструктор технологического отдела, Липгарт Андрей Александрович, гл. конструктор, Павинский, Михаил Владимирович, нач. секций ЦКБ, Платонов, Борис Павлович, Сафонов, Александр Михайлович, нач. цехов, Таурит, Георгий Эдуардович, и. о. гл. технолога, Юшманов, Николай Александрович, ведущий конструктор ГАЗ имени В. М. Молотова, — за разработку конструкции и освоение производства легкового автомобиля «ЗИМ».
7. Усюкин, Иван Петрович, зам. директора института, Жданов, Борис Сергеевич, Горшков, Алексей Максимович, Буткевич, Константин Стефанович, Захаров, Александр Васильевич, Сазонов, Борис Викторович, Столпер, Михаил Борисович, Юнович, Эфраим Маркович, Мороз, Александр Иванович, Епифанова, Вера Ивановна, Кандауров, Захар Иванович, Левитин, Михаил Маркович, инженеры, — за создание новых мощных установок для получения кислорода.
8. Целиков, Александр Иванович, руководитель работы, Кузьмин, Александр Дмитриевич, Дмитриев, Лев Дмитриевич, Когос, Айзик Маркович, Королёв, Андрей Андреевич, Носаль, Всеволод Владимирович, инженеры ЦНИИТЕХМАШ, Благовещенский, Юрий Евгеньевич, Карпов, Владимир Фёдорович, инженеры НКМЗ имени И. В. Сталина; Гора, Евгений Петрович, Коган, Израиль Абрамович, Истомин, Александр Васильевич, инженеры ГИПМЗ; Швец, Пётр Ильич, инженер Закавказского металлургического завода, — за создание советского блюминга.
9. Шавырин, Борис Иванович, руководитель работы, Банасевич, Александр Максимович, Бобров, Евгений Иванович, Ванин, Сергей Петрович, Горохов, Павел Максимович, Горячев, Порфирий Владимирович, Зайцев Алексей Александрович, Соколов, Алексей Георгиевич, Новиков, Григорий Маркелович, Иофинов, Соломон Абрамович, инженеры, — за работу в области военной техники.
10. Шкундин, Борис Маркович, руководитель работы, Горин, Михаил Андреевич, Корчагин, Николай Александрович, гл. механик, Чеботарёв, Фёдор Николаевич, нач. отдела конторы, Шелухин, Павел Васильевич, нач. конторы, Зайцев Николай Иванович, гл. инженер проектной конторы, Потапов, Андрей Никитович, гл. инженер конторы управления гидромеханизации Главгидроволгодонстроя; Кондаков, Пётр Иванович, директор завода «Красный Дон», Гудомский, Михаил Фёдорович, бригадир слесарей-сборщиков завода подъёмно-транспортного оборудования имени С. М. Кирова, Владимирцев, Сергей Петрович, гл. инженер конторы «Гидромехпроект», Фогельсон, Сергей Борисович, управляющий, Мороз, Владимир Александрович, гл. конструктор треста «Гидромеханизация», — за разработку конструкции, освоение производства и внедрение в строительство мощных землесосных машин.
11. Эльясберг, Максим Ефимович, руководитель работы, гл. конструктор, Верхолат, Михаил Ефимович, Разыграев, Аркадий Михайлович, инженеры, Озолин, Василий Григорьевич, Межерицкий, Борис Мордухович, нач. цехов ЛССЗ имени Я. М. Свердлова, — за разработку горизонтально-расточных станков отечественной конструкции.

### Третья степень
1. Антоненко, Иван Алексеевич, руководитель работы, ст. инженер-конструктор, Шевелёв, Роман Никитович, Калинин, Игнат Андреевич, ведущие инженеры-технологи Уралмаш имени С. Орджоникидзе, — за разработку новых методов использования станков в тяжёлом машиностроении.
2. Ассонов, Александр Денисович, гл. металлург, Костенко, Дмитрий Иванович, Лабунин, Николай Кузьмич, Прядилов, Виталий Иванович, Чернышёв, Иван Николаевич, Чириков, Василий Тихонович, инженеры Московского автозавода имени И. В. Сталина, — за коренное улучшение технологии производства автомобильных деталей.
3. Астров, Николай Александрович, руководитель работы, Богачёв, Александр Вячеславович, Цвейбель, Исаак Яковлевич, Киселёв, Леонид Фёдорович, Волгушев, Михаил Николаевич, инженеры, — за работу в области вооружения.
4. Быков, Дмитрий Вениаминович, руководитель работы, Волков, Владимир Илларионович, Данилевич, Игнатий Владимирович, Кашин, Владимир Алексеевич, Нерославский, Лев Михайлович, инженеры, — за создание нового технологического оборудования для электропромышленности.
5. Горохов, Борис Наумович, руководитель работы, гл. конструктор, Базанов, Александр Фёдорович, руководитель лаборатории, Лапшин, Николай Александрович, ст. инженер-конструктор ВНИИСДМАШ; Агеев, Валериан Михайлович, гл. инженер ГУ, Васильев, Александр Александрович, руководитель сектора ТУ МСДМАШ СССР; Ключарёв, Юрий Николаевич, ст. инженер-конструктор Щербаковского завода «Дормашина», Чистяков Дмитрий Иванович, гл. инженер Коростеньского завода «Октябрьская Кузница», — за создание и внедрение навесного дорожностроительного оборудования для тракторов.
6. Грачёв, Виталий Андреевич, руководитель работы, Комаревский, Борис Тихонович, Григорьев, Георгий Михайлович, Сафронов, Георгий Васильевич, инженеры, — за создание нового образца автомобиля.
7. Дедков, Владимир Алексеевич, гл. конструктор, Денисюк, Николай Фёдорович, Ефимов Николай Иванович, Косткин, Лев Васильевич, Редькин, Михаил Георгиевич, Рубцов, Всеволод Константинович, инженеры, Тимофеев, Фёдор Терентьевич, ст. мастер, — за работу в области военной техники.
8. Диков, Юрий Иванович, Чикирёв, Николай Сергеевич, токари, Карпов Михаил Яковлевич, инженер МССЗ имени С. Орджоникидзе; Тхор, Иван Ефимович, токарь ДАЗ, — за коренные усовершенствования методов производственной работы.
9. Зайченко, Пётр Александрович, слесарь ЛКММЗ МТМАШ СССР, Бобров, Николай Семёнович, инспектор по технадзору инструмента завода МАП СССР, Карташёв, Иван Петрович, слесарь-инструментальщик Ленинградского завода «Экономайзерн» Минтяжмаш СССР, — за коренные усовершенствования методов работы и повышения производительности труда.
10. Калье, Александр Петрович, руководитель работы, Петров Николай Петрович, Покровский, Андрей Павлович, Шкатов, Пётр Изотович, инженеры, — за работу в области машиностроения.
11. Клименко, Владимир Иванович, руководитель работы, Мельников, Николай Емельянович, ст. н. с. МПЯС; Моисеев, Николай Фёдорович, нач. отдела механизации МСХ СССР, Хорошилов, Александр Дмитриевич, Воробьёв, Леонид Иванович, ст. н. с., — за создание комплекса машин, обеспечивающих механизацию обработки почвы в садоводстве.
12. Коваленко, Григорий Михайлович, бригадир-кузнец Уралмаш имени С. Орджоникидзе, Потехин, Александр Владимирович, нач. кузнечного цеха ЛМЗ, — за коренное усовершенствование технологии кузнечного производства.
13. Котов, Владимир Фёдорович, нач. лаборатории ГСКБ по хлопку, Пущин, Фрол Епимахович, ст. н. с. ВНИИЗР, руководители работы; Насоновская, Зинаида Сергеевна, Фёдоров, Виктор Андреевич, н. с. ВИМ, Винокуров, Григорий Александрович, гл. инженер завода «Узбексельмаш», — за создание конструкций и внедрение в производство опрыскивателей-опылителей для борьбы с вредителями с/х культур и искусственного удаления листьев хлопчатника.
14. Кравцев, Анатолий Фёдорович, инженер, — за работу в области техники.
15. Краснянская, Валентина Михайловна, Шамарин, Борис Николаевич, руководители работы, Ганичев, Фёдор Алексеевич, Катериненко, Савва Захарович, Пименов, Юрий Васильевич, Соловьёва, Анна Михайловна, работники завода, Куманин, Константин Георгиевич, д. х. н., нач. лаборатории института, — за разработку конструкций отечественных машин и новой технологии производства.
16. Крылов, Алексей Георгиевич, руководитель работы, Андросов, Кирилл Михайлович, Каледин, Николай Емельянович, Петренко, Александр Петрович, Родионов, Василий Фёдорович, Черняев, Пётр Петрович, Цветков, Пётр Алексеевич, Прохоров Иван Иванович, Вольская, Татьяна Анатольевна, Кураев, Александр Васильевич, Горячев Иван Михайлович, инженеры, — за создание нового образца автомобиля.
17. Леви, Григорий Миронович, руководитель работы, Иванов, Анатолий Владимирович, инженеры ГПКЭИУМ, Емельянов, Пётр Михайлович, Зикеев, Евгений Николаевич, Гришин, Александр Петрович, Школа, Павел Антонович, инженеры, Лаврентьев, Константин Иванович, директор ТЭМЗ имени В. В. Вахрушева; Терехин, Павел Иванович, гл. механик комбината «Кемеровуголь», Бирюков, Роман Александрович, нач. техотдела комбината «Кузбассуголь», Юдин, Евгений Яковлевич, ст. н. с. ЦАГИ имени Н. Е. Жуковского, — за коренное усовершенствование вентиляционных установок для проветривания глухих забоев горных выработок.
18. Левко, Сильвестр Илларионович, руководитель работы, Костюк, Владимир Иванович, Никифоров, Владимир Васильевич, Гусев, Пётр Герасимович, инженеры, — за работу в области моторостроения.
19. Мардарян, Мардан Ефремович, руководитель работы, нач., Бараб-Тарле, Матусь Елев, ведущий конструктор, Макаров, Александр Андреевич, гл. технолог, Ковальчук, Николай Иосифович, Менихес, Семён Львович, ст. конструкторы КБ; Удавихина, Таисия Иосифовна, гл. технолог проекта, Афанасьев Николай Иванович, механик профильно-шлифовального цеха камнеобрабатывающего завода Управления строительства Дворца Советов, — за разработку новых конструкций высокопроизводительных станков для обработки всевозможных пород камня.
20. Милов, Вениамин Израилевич, руководитель работы, ведущий конструктор ЦКБ Главмашмета, Макавеев, Александр Павлович, нач. ГУ машиностроительных заводов МЧМ СССР; Плещеев, Александр Фёдорович, директор, Вахнов, Георгий Михайлович, гл. инженер, Фримштейн, Давид Наумович, гл. конструктор Дебальцевского МСЗ, — за разработку конструкции и освоение серийного производства ж/д кранов грузоподъёмностью 25 тонн.
21. Моисеев, Алексей Иванович, расточник, Гусев, Алексей Васильевич, зуборезчик, Компаниец, Василий Игнатьевич, Шафенков, Михаил Андреевич, Бурдунин, Николай Сергеевич, Сухарников, Константин Васильевич, токари, Сиренко, Алексей Егорович, ст. мастер завода, — за коренное усовершенствование методов работы и повышение производительности труда.
22. Мосолов, Пётр Васильевич, руководитель работы, Волчков, Евгений Васильевич, Елистратов, Леонид Алексеевич, Тимофеев, Анатолий Васильевич, Михайлов Евгений Иванович, Нестеренко, Алексей Иванович, Полищук, Михаил Кириллович, инженеры, — за работу в области машиностроения.
23. Нудельман, Александр Эммануилович, руководитель работы, Исаков, Дмитрий Фёдорович, Науменко, Василий Васильевич, Мушинский, Михаил Станиславович, Нефелов, Игорь Васильевич, Рихтер, Арон Абрамович, Завьялов, Георгий Степанович, инженеры, Кисин, Исаак Львович, Мочалов, Вячеслав Фёдорович, Прокофьев, Владимир Александрович, работники завода, — за работу в области вооружения (авиационная пушка НР-23)[источник не указан 791 день].
24. Орлов Николай Алексеевич, руководитель работы, Феофанов, Дмитрий Игнатьевич, Берлинблау, Александр Генрихович, Пахомов Николай Иванович, Новосёлов, Алексей Прохорович, Сидельников, Михаил Васильевич, Кузьмин, Павел Иванович, инженеры, — за создание и внедрение нового оборудования в области механизации самолётостроения.
25. Порфирьев, Евгений Николаевич, руководитель работы, гл. конструктор, Фридман, Израиль Абрамович, ст. инженер-конструктор, Стародубровский, Константин Афиногенович, руководитель лаборатории ВНИИСДМАШ; Соколовский, Дмитрий Иосифович, гл. конструктор ТУ МСДМ СССР, Стрельцов, Василий Алексеевич, гл. конструктор Выксунского завода дробильно-размольного оборудования, Гиляревский, Сергей Вячеславович, Силенок, Сергей Георгиевич, гл. конструктор ГУ по производству машин для промышленности строительных материалов, — за разработку конструкции и освоение производства передвижных дробильно-сортировочных установок.
26. Прибрюков, Борис Михайлович, руководитель работы, ведущий конструктор, Владимиров, Константин Сергеевич, Булошников, Серафим Алексеевич, ст. конструкторы, Никитин, Анатолий Михайлович, нач. цеха, Орлов, Василий Матвеевич, наладчик, Райхер, Лазарь Михайлович, зам. нач. цеха, Кузьмин Николай Михайлович, токарь завода «Красный Пролетарий», — за создание вертикальных токарно-копировальных двухшпинделевых полуавтоматов.
27. Рудаков, Дмитрий Ильич, руководитель работы, Андреев, Михаил Николаевич, Бобров Иван Иванович, Лосев, Василий Александрович, Максимович, Виталий Митрофанович, инженеры, Малыгин, Евгений Васильевич, техник, Мосеев, Николай Степанович, судовой сборщик, — за создание судна новой конструкции для рыбного промысла и коренное усовершенствование методов производственной работы в морском судостроении.
28. Рундквист, Василий Александрович, руководитель работы, ст. н. с., Мишуринский, Николай Александрович, Рундквист, Константин Александрович, Стариков, Алексей Георгиевич, инженеры, — за разработку и создание отечественной высокопроизводительной флотационной машины.
29. Семенченко, Иван Иванович, руководитель работы, зам. директора, Баранов, Иван Григорьевич, Грудов, Пётр Петрович, Воробьёв, Валентин Михайлович, инженеры ВНИИИ, Иванов Николай Иванович, гл. инженер завода имени С. П. Воскова, Мурашёв, Николай Иванович, гл. инженер Главинструмента МССП СССР, Давыдов, Евгений Сергеевич, ст. технолог МИЗ, Александров, Николай Леонидович, гл. инженер, Христофоров, Дмитрий Георгиевич, ст. инженер-конструктор, Алексеев Георгий Александрович, гл. конструктор МЗРИ имени М. И. Калинина «Фрезер», — за создание и широкое внедрение в промышленность новых высокопроизводительных твёрдосплавных инструментов.
30. Сеславин, Александр Александрович, руководитель работы, нач., Бобков Александр Михайлович, ведущий инженер ЦКБ автопогрузчиков при МЭЗПМ, Смирнов, Михаил Осипович, директор МЭЗПМ, — за разработку конструкции 5-тонных автопогрузчиков и организацию их выпуска.
31. Соловьёв Николай Дмитриевич, руководитель работы, инженер ГУ хлопковой промышленности МХ СССР, Нуралиев, Алтынбек, директор, Соркин, Николай Борисович, Гулидов, Николай Григорьевич, Байдюк, Павел Вячеславович, Хохлов, Игорь Иванович, Кириллов, Георгий Александрович, н. с. ВЦНИИХП; Взенконский, Александр Васильевич, инженер ГУ хлопкоочистительной промышленности МХ УзССР, Панов, Иван Петрович, инженер завода «Ташсельмаш», — за разработку и внедрение новых машин для хлопковой промышленности.
32. Сиркен, Константин Карлович, руководитель работы, Дурнев, Александр Васильевич, Иванов Иван Фёдорович, Кейс, Иван Фёдорович, Масюков, Виктор Кузьмич, Черкащенко, Роман Семёнович, работники завода, Доценко, Ефим Фёдорович, Захаров, Иван Алексеевич, Стрельников, Роман Николаевич, инженеры, — за коренное усовершенствование методов производства.
33. Скрыпников, Антон Владимирович, руководитель работы, нач., Богачёв, Николай Александрович, бригадир слесарей экспериментальной мастерской Ленинградского мясокомбината имени С. М. Кирова; Усик, Дмитрий Николаевич, Вечканов, Константин Михайлович, ст. инженер техотдела МММП СССР, — за разработку конструкции и внедрение автомата для выработки изделий из теста с начинкой.
34. Снегирёв, Василий Яковлевич, руководитель работы, Бровкин, Лев Владимирович, н. с., Пукирев, Андрей Георгиевич, инженер, — за работу в области техники.
35. Соловей, Виктор Ефимович, руководитель работы, Громов, Борис Григорьевич, Клепиков Александр Григорьевич, Саенко, Пётр Васильевич, Старостенко, Александр Хрисанфович, Фёдоров, Василий Иванович, инженеры, — за работу в области машиностроения.
36. Удотов, Константин Антонович, руководитель работы, нач. отдела сварки, Бринберг, Илья Львович, ст. н. с., Рыбалка, Павел Григорьевич, ведущий инженер, Хробастов, Михаил Фёдорович, руководитель конструкторсой группы, Яровинский, Лазарь Матвеевич, Якушкин, Владимир Павлович, инженеры ЦНИИТМ, — за создание и усовершенствование аппаратуры для автоматизации электродуговой сварки.
37. Фёдоров, Всеволод Тихонович, руководитель работы, зам. МСДМ СССР, Зеличенок, Гавриил Григорьевич, гл. инженер, Ботвинко, Моисей Евдокимович, гл. инженер Донского монтажного управления треста «Стройтехмонтаж», Пономарёв, Николай Сергеевич, управляющий, Гирский, Владимир Андреевич, ведущий технолог, Лапир, Флавий Альбертович, гл. конструктор проектной конторы; Балакин, Алексей Васильевич, ст. инженер отдела Славянского ЗСМ, Малкина, Ольга Григорьевна, инженер Московского проектно-конструкторского управления треста «Центроэлектромонтаж» МСПТИ, Петров, Герман Дмитриевич, зам. гл. инженера Главпрмстроя, Фрейгофер, Евгений Фёдорович, Осмер, Николай Алексеевич, нач. отделов Гидропрома, Степанов, Валериан Григорьевич, гл. конструктор Ленинградского филиала ВНИИСДМ, — за создание конструкции, освоение производства и внедрение в строительство высокопрочных автоматизированных сборно-разборных бетонных заводов.
38. Фирсов, Василий Гаврилович, руководитель работы, нач. производства, Горбунов, Николай Васильевич, ведущий инженер, Михайлов, Пётр Михайлович, Грико, Степан Иосифович, Куличкин, Константин Гаврилович, инженеры ЛКММЗ; Степанов Сергей Александрович, зам. МТМС СССР, Исаев, Иван Сергеевич, директор, Бузин, Дмитрий Петрович, гл. конструктор, Бабанов, Николай Георгиевич, Бауман, Николай Яковлевич, инженеры, Иванов Николай Андреевич, ст. мастер Турбомоторного завода; Матвеенко, Владимир Васильевич, гл. технолог МТМС СССР, — за коренное усовершенствование технологии серийного производства мощных турбин.
39. Чарнко, Евгений Владимирович, руководитель работы, Волков, Анатолий Алексеевич, Гульянц, Еновк Айрапетович, Плыплин, Анатолий Иванович, Савушкин, Александр Филиппович, инженеры, — за работу в области машиностроения.
40. Черкалин, Иван Петрович, гл. металлург, Фирсов, Борис Николаевич, гл. конструктор, Цепляев, Михаил Васильевич, ст. н. с. ЦИОТМП, Лутай, Николай Владимирович, гл. инженер завода имени И. В. Сталина, Подмазов, Александр Фёдорович, руководитель лаборатории ВНИСХМ, — за организацию автоматизированного производства штампованных приводных крючковых цепей.
41. Шишкин, Борис Васильевич, гл. конструктор, Архаров, Андрей Григорьевич, н. с. Горюнов, Василий Фёдорович, Карпухин, Константин Сергеевич, Лобунский, Павел Алексеевич, Петров Николай Иванович, инженеры, — за работу в области машиностроения.
42. Щукин, Михаил Николаевич, руководитель работы, Автономов Алексей Иванович, Архипов, Александр Корнеевич, Дорошенко, Владимир Маркович, Мостовой, Фёдор Абрамович, Соболь, Николай Александрович, Гетманов, Гавриил Андрианович, инженеры, — за работу в области машиностроения.

## Приборостроение

### Первая степень
1. Соколов Сергей Яковлевич, руководитель работы, профессор, Давыдов Александр Львович, Машарский, Борис Николаевич, инженеры, Кулаков, Иван Васильевич, Грачёв, Георгий Евгеньевич, механики ЛЭТИ имени В. И. Ульянова (Ленина); Барышников, Николай Николаевич, инженер завода «Электросталь», Матвеев, Алексей Сергеевич, н. с. ЦНИИТМАШ, — за изобретение ультразвукового микроскопа, усовершенствование и промышленное освоение методов ультразвуковой дефектоскопии.

### Вторая степень
1. Большаков, Илья Васильевич, руководитель работы, Ганичев, Александр Никитович, Ганов, Константин Данилович, Кузнецова, Мария Ефимовна, Марьин, Владимир Николаевич, Рогожин, Владимир Николаевич, Халдин, Владимир Васильевич, Мартынов Николай Васильевич, Христофоров, Леонид Павлович, Павлов, Владимир Иванович, Крайнов, Павел Дмитриевич, инженеры, — за разработку новых приборов и освоение их производства.
2. Жуков Борис Петрович, руководитель работы, Баделина, Маргарита Сергеевна, Бокова, Екатерина Ивановна, Гусакова, Мария Дорофеевна, Сазонов, Василий Александрович, Смирнов, Леонид Алексеевич, Фомин, Борис Петрович, Резван, Павел Алексеевич, Божичко, Феликс Степанович, инженеры, — за разработку новых приборов.
3. Кочнев, Алексей Георгиевич, руководитель работы, Куприянов, Фёдор Андрианович, Скрелин, Василий Иванович, Парамонов, Георгий Тимофеевич, Яковенко, Александр Никифорович, инженеры, — за коренное усовершенствование технологии производства.
4. Лившиц, Анатолий Леонидович, Богданов, Константин Николаевич, руководители работы, Гохштейн, Карл Яковлевич, Забелин, Николай Андреевич, Темнов, Иван Васильевич, Бененсон, Залман Михайлович, Жутиков, Михаил Андреевич, инженеры, — за работу в области приборостроения.
5. Осмер, Александр Алексеевич, руководитель работы, Петров Михаил Николаевич, Попов Игорь Владимирович, Садовский, Борис Дмитриевич, Урьев, Самуил Давыдович, Якшин, Алексей Иванович, Герасимов, Константин Михайлович, Денисов, Александр Васильевич, инженеры, — зам работу в области приборостроения.
6. Сафьянц, Иван Иосифович, руководители работы, директор, Добрецов, Владимир Николаевич, зам. нач. цеха, Дружков, Александр Андреевич, гл. инженер, Колчин, Константин Петрович, зам. нач. лаборатории, Крыжановский, Виктор Викторович, нач. лаборатории, Кулешов, Роман Степанович, нач. цеха, Марфин, Николай Иванович, вальцовщик, Пискарёв, Фёдор Иванович, ст. полировщик, Савинков, Иван Алексеевич, нач. цеха сталепрокатного и проволочно-канатного завода имени В. М. Молотова; Кадыков, Николай Иосифович, гл. инженер Главметиза МЧМ СССР, — за разработку и освоение технологии производства часовых пружин.
7. Тимофеев, Пётр Васильевич, руководитель работы, профессор, Сорокина, Вера Васильевна, ст. н. с., Ванчиков, Николай Васильевич, Золотев, Александр Семёнович, Малявин, Иван Михайлович, Шевяков, Алексей Григорьевич, инженеры, — за разработку новых приборов.
8. Трапезников, Вадим Александрович, Ушаков, Валентин Борисович, руководитель работы, Коган, Борис Яковлевич, Петров, Геннадий Михайлович, Фельдбаум, Александр Аронович, Фицнер, Лев Николаевич, инженеры, — за работу в области приборостроения.
9. Шамарин, Николай Николаевич, руководитель работы, Балаболов, Пётр Парфеньевич, Картажев, Георгий Денисович, Косарев, Валентин Андреевич, Петров, Дмитрий Александрович, Яковлев, Иван Петрович, Нечипоренко, Иван Наумович, инженеры, — за работу в области приборостроения.

### Третья степень
1. Андреев, Алексей Ананьевич, руководитель работы, Барсуков, Михаил Сергеевич, Берёзкин, Николай Иванович, Воронков, Леонид Антонович, Киселёв, Владимир Михайлович, Либерштейн, Пётр Львович, Мартьянов, Василий Семёнович, Михайлов, Андрей Александрович, Павлов, Евгений Николаевич, Антонов, Алексей Константинович, инженеры, — за разработку новых автоматических приборов.
2. Беспалов, Анатолий Михайлович, руководитель работы, Ликоренко, Всеволод Борисович, инженер, — за работу в области приборостроения.
3. Бураго, Дмитрий Николаевич, Власенко, Георгий Владимирович, руководитель работы, Герасимов, Анатолий Якимович, инженеры НИИ; Бахвалов, Константин Михайлович, Ботин, Геннадий Александрович, Козик, Адольф Ефимович, работники завода, Никитин, Виктор Васильевич, ст. н. с., Попов Георгий Александрович, Чернов, Александр Ильич, инженеры, — за создание прибора.
4. Вентцель, Димитрий Александрович, руководитель работы, Карпов, Юрий Львович,Сонюшкин, Владимир Петрович, Стрельцов, Владимир Николаевич, научные работники, Солдатова, Валентина Алексеевна, Остапович, Владимир Иосифович, инженеры, — за исследования в области техники.
5. Вовнобой, Бенцион Наумович, руководитель работы, Васильев, Анатолий Иванович, нач. цеха, Огромнов, Пётр Владимирович, Шелехов, Сергей Михайлович, Карташов, Фёдор Михайлович, инженеры, — за работу в области приборостроения.
6. Делюнов, Николай Фёдорович, руководитель работы, Зайцев, Евгений Павлович, Брайнин, Иосиф Айзикович, инженеры, Беспалов, Александр Антонович, сборщик-механик, Зубрилин, Павел Петрович, ст. н. с. ВНИИМ имени Д. И. Менделеева, — за разработку и внедрение в серийное производство оптико-механических приборов и машин для линейных и угловых измерений.
7. Евангулов, Лев Богданович, доцент, — за создание приборов для испытания двигателей.
8. Егоров-Кузьмин, Александр Степанович, руководитель работы, Коломиец, Борис Тимофеевич, Тарасов, Михаил Иванович, Фромберг, Александр Борисович, Мартюшов, Константин Иванович, инженеры, — за создание конструкции ЭВП и разработку технологии их производства.
9. Иващенко, Ольга Ильинична, руководитель работы, инженер-электрик, Маркман, Иосиф Львович, гл. инженер, Огорелин, Михаил Александрович, Авербух, Яков Шулимович, Незабитовский, Аполлинарий Фёдорович, инженеры, Цехмистренко, Сергей Фёдорович, сборщик приборов завода; Нестеренко, Анатолий Дмитриевич, профессор КПИ, — за разработку и организацию массового производства новых ЭИП.
10. Кроль, Григорий Фёдорович, руководитель работы, Смирнов Николай Константинович, Хохлов, Николай Игнатьевич, Щербаков, Николай Григорьевич, инженеры, — за работу в области техники.
11. Лукавченко, Пётр Иванович, руководитель работы, Калишева, Лариса Валентиновна,Лозинская, Анна Марковна, Сажина, Наталья Борисовна, Федынский, Всеволод Владимирович, н. с., Молоденский, Михаил Сергеевич, научный руководитель лаборатории, Сорокин, Леонид Васильевич, профессор, Петров, Лев Владимирович, инженер, — за разработку и внедрение пружинных гравиметров для геофизической разведки.
12. Лукьянов, Владимир Сергеевич, д. т. н., руководитель лаборатории ВНИИЖСП, — за создание гидравлических интеграторов для технических расчётов и исследований.
13. Мельников Пётр Андреевич, руководитель работы, Апенко, Михаил Иванович, Кочурин, Анатолий Николаевич, инженеры НИИ, Каспиев, Сергей Фёдорович, Монченко, Иван Максимович, инженеры завода, — за работу в области приборостроения.
14. Михалёв, Макар Ефимович, руководитель работы, Кузьмич, Иван Викторович, Кучеров, Иван Пименович, Морозов Алексей Алексеевич, работники завода, Скопинцев, Борис Петрович, инженеры, — за разработку измерительной аппаратуры.
15. Михеев, Михаил Николаевич, Янус, Рудольф Иванович, н. с., — за разработку и внедрение в промышленность нового метода контроля качества стальных изделий.
16. Мкртчян, Дереник Петрович, руководитель работы, Двоскин, Семён Давыдович, Соболев, Александр Николаевич, Кудрявцев, Николай Михайлович, Ляпин, Михаил Алексеевич, Воронов, Михаил Павлович, инженеры, — за создание новых приборов.
17. Никитин, Николай Ефимович, руководитель работы, Щукин, Сергей Максимович, нач. КБ, Овчаренко, Георгий Иванович, гл. конструктор, Исаков, Николай Николаевич, нач. экспериментального цеха, Морев, Дмитрий Кузьмич, слесарь-механик МИЗ «Калибр»; Бояров, Александр Иванович, руководитель группы ВЭТИ имени В. И. Ленина, — за разработку, изготовление и пуск в эксплуатацию автоматов для контроля и сортировки конических роликов.
18. Новиков, Александр Степанович, зам. нач. техинспекции по качеству продукции МЭП СССР, Байбуров, Бурхан Сафарович, нач. отдела автоматизации контроля, Новиков Леонид Александрович, Марчук, Ефим Гаврилович, ст. инженеры ЦИОТМП, руководители работы; Рахманов, Владимир Васильевич, ст. контрольный мастер МТЗ имени В. В. Куйбышева, Семёнов Василий Иванович, ст. контрольный мастер, Закревский, Владимир Иванович, нач. ОТК завода, Муров, Николай Павлович, ст. контрольный мастер завода, Бурцев, Михаил Макарович, нач. ОТК завода, Выскребенцев, Владимир Константинович, нач. ОТК завода, — за разработку и внедрение в производство статистических методов контроля качества продукции и новых контрольных станков-автоматов.
19. Попов Владимир Фёдорович, профессор, Зеленко, Тамара Васильевна, ассистент ЛКСИ.
20. Сарбучев, Михаил Васильевич, руководитель работы, Бахрах, Лев Давыдович, Иванов Владимир Петрович, Лебедев, Андрей Николаевич, Нурик, Леонид Борисович, Полякова, Елена Яковлевна, инженеры НИИ, Седун, Николай Михайлович, нач. цеха, — за создание новой измерительной аппаратуры.
21. Франк, Глеб Михайлович, руководитель работы, ч.-к. АМН СССР, Бибергель, Анатолий Викторович, Бочкарёв, Валерий Викторович, Исаев Борис Михайлович, Самохвалов, Николай Васильевич, н. с., — за разработку нового метода дефектоскопии металлов.
22. Шошин, Иван Алексеевич, руководитель работы, Хршановский, Степан Александрович, Сафонов, Анатолий Васильевич, инженеры, Бургов, Владимир Андреевич, нач. цеха, Иванов Сергей Петрович, оптик—ретушировщик, — за освоение производства новой аппаратуры.

## Металлургия

### Первая степень
1. Андоньев, Сергей Михайлович, руководитель работы, нач. сектора, Кривоносов, Иван Алексеевич, директор, Шефер, Борис Иванович, ст. инспектор института «Гипросталь»; Глазков, Пётр Герасимович, нач. мартеновского цеха, Баранов, Кузьма Васильевич, директор Сталинского металлургического комбината имени И. В. Сталина, — за разработку и освоение новой системы мартеновских печей.
2. Гончаренко, Николай Иванович, руководитель работы, директор, Мещишен, Владимир Николаевич, нач. лабораторного цеха, Костенко, Фёдор Григорьевич, зам. нач. лабораторного цеха, Козлов, Константин Яковлевич, зам. нач. химической лаборатории, Быковский, Устин Яковлевич, обер-мастер бессемеровского цеха, Скаков, Александр Иванович, Баулин, Иван Семёнович, инженеры Енакиевского металлургического завода, — за разработку и внедрение новой технологии производства рельсовой стали.

### Вторая степень
1. Болотов, Пётр Григорьевич, Калашников, Егор Петрович, Жиронкин, Филипп Акимович, сталевары, Зубков, Владимир Иванович, мастер цеха Ново-Тагильского металлургического завода; Баев, Степан Сергеевич, Лутов, Николай Иванович, сталевары КМК имени И. В. Сталина; Захаров, Владимир Александрович, Семёнов, Иван Иванович, Зинуров, Мухамед, сталевары ММК имени И. В. Сталина; Сидельников, Николай Васильевич, Тушканов, Пётр Яковлевич, Скрыпников, Николай Денисович, сталевары Сталинградского металлургического комбината «Красный Октябрь», Кочетков Павел Сергеевич, сталевар ДМК имени Ф. Э. Дзержинского, — за внедрение скоростных методов выплавки стали.
2. Гайлит, Андрей Андреевич, руководитель работы, гл. инженер, Иванов, Георгий Александрович, нач. цеха, Павлов, Николай Степанович, директор завода, Падалка, Евгений Николаевич, гл. металлург, Пустильник, Иосиф Исаакович, директор завода, Шварцберг, Михаил Борисович, инженер, Яблоков, Вячеслав Георгиевич, — за коренное усовершенствование технологии производства металла.
3. Дульчевский, Дмитрий Антонович, консультант ВНИИЖТ, — за разработку новых методов сварки, обеспечивающих высокие качества сварных швов.
4. Моргунов Николай Николаевич, руководитель работы, нач. электросталеплавильного цеха КМК имени И. В. Сталина, Бирюков, Василий Игнатьевич, Лахно, Владимир Алексеевич, Бокшицкий, Яков Моисеевич, нач. лаборатории ЦНИИчермет имени И. П. Бардина, Журавский, Дмитрий Павлович, обер-мастер, Шуткин, Николай Иванович, зам. нач. ЦНИЛ, Францов, Всеволод Павлович, нач. техотдела, Рыбушкин, Андрей Павлович, сталевар завода «Электросталь», — за разработку и внедрение новой технологии производства электростали.
5. Николаенко, Евгений Григорьевич, руководитель работы, нач. КТБ, Гетман, Константин Тихонович, вагранщик Одесского завода имени Октябрьской революции; Улитовский, Алексей Васильевич, профессор, нач. лаборатории, — за разработку и освоение процесса получения тонкого листа непосредственно из жидкого чугуна.
6. Носов, Григорий Иванович, руководитель работы, директор, Борисов Александр Филиппович, нач. доменного цеха, Бурцев, Константин Иванович, гл. инженер, Гарченко, Василий Тарасович, гл. сталеплавильщик, Кожевников, Валентин Петрович, гл. прокатчик, Колобов, Валериан Николаевич, нач. коксохимического цеха, Рудаков, Вениамин Фёдорович, нач. производственного отдела, Рыженко, Николай Андреевич, гл. механик, Савельев, Георгий Васильевич, нач. обжимного цеха, Тищенко, Алексей Ильич, ст. оператор блюминга, Шитов, Иван Семёнович, зам. гл. инженера горного управления, Шатилин, Алексей Леонтьевич, мастер доменной печи, Селиванов, Николай Михайлович, нач. техотдела, Фотев, Анатолий Николаевич, нач. проектного отдела, — за коренное усовершенствование технологии и управления производством на ММК имени И. В. Сталина.

### Третья степень
1. Абов, Георгий Атарович, директор завода, Лайнер, Давид Ильич, ст. н. с., руководители работы, Миронов, Сергей Семёнович, директор института, Коваль, Тихон Осипович, бригадир, Егоров Сергей Михайлович, Ольхов, Николай Петрович, Мескин, Самуил Семёнович, инженеры, Петров, Иван Яковлевич, нач. цеха, — за разработку и внедрение новой технологии производства металла высокой чистоты.
2. Астахов, Алексей Матвеевич, руководитель работы, директор, Карпинский, Пантелеймон Антонович, нач. отдела, Ванжа, Василий Андреевич, Жуков Николай Андреевич, машинисты-вальцовщики, Казаков, Владимир Эрастович, бывший нач. цеха, Абрамов, Фёдор Григорьевич, зам. гл. инженера, Гончаренко, Вера Александровна, руководитель исследовательской группы ТМЗ имени А. А. Андреева, — за разработку и внедрение новой технологии трубопрокатного производства.
3. Боровков, Антон Никифорович, руководитель работы, Гончар, Владимир Васильевич, нач. цехов, Хлебников, Василий Павлович, ст. калибровщик завода «Азовсталь», Куницын, Николай Михайлович, н. с. СМИ, Волков Николай Васильевич, нач. цеха КМК имени И. В. Сталина, Тихонов, Евгений Павлович, инженер, — за разработку и внедрение способа повышения стойкости прокатных валков.
4. Буше, Николай Александрович, н. с., Нарских, Иван Иванович, ст. н. с., Абрамов, Павел Георгиевич, инженер ВНИИЖДТ, Булгаков, Фёдор Семёнович, Голяховский, Николай Николаевич, нач. цехов ХЗТМ имени В. А. Малышева, Шпагин, Алексей Иванович, ст. н. с. ГНИПИОЦМ, — за разработку нового антифрикционного сплава.
5. Волков, Василий Фёдорович, руководитель работы, гл. инженер, Завада, Фёдор Андреевич, нач. цеха, Семенец, Михаил Семёнович, обер-мастер, Краснокутский, Никита Афанасьевич, бригадир Запорожского завода ферросплавов, Алексеев, Евгений Михайлович, зам. нач. Главспецстали МЧМ СССР, — за разработку и внедрение новой технологии получения чистого марганца.
6. Волков, Сергей Сергеевич, Садовский, Владимир Евгеньевич, инженеры, — за разработку метода светлой закалки стали.
7. Гуськов, Василий Михайлович, руководитель работы, зам. директора института по научной части, Васильев Константин Алексеевич, ст. н. с. института, Гарбарчук, Георгий Иванович, нач. цеха, Железнов, Александр Иосифович, инженер, Кузнецов, Григорий Тихонович, Ткачёв, Виталий Михайлович, нач. смен, — за разработку технологии и организацию производства металла высокой чистоты.
8. Денисов, Василий Петрович, руководитель работы, Гуляницкий, Борис Степанович, Кржижановский, Юрий Францевич, Хажинская, Блюма Иосифовна, инженеры, Стрелец, Хаим Липович, ст. н. с., — за разработку новой технологии производства металла.
9. Дубровский, Иван Васильевич, руководитель работы, гл. инженер, Осадчий, Яков Павлович, директор, Данилов, Фёдор Александрович, нач. отдела, Звягинцев, Анатолий Михайлович, зам. нач. цеха, Ткаченко Владимир Андреевич, зам. нач. отдела, Шайкевич, Соломон Або-Шойлевич, нач. цеха Первоуральского новотрубного завода имени И. В. Сталина, — за освоение производства труб из нержавеющей стали.
10. Иевлев, Иван Степанович, руководитель работы, Федотьев, Николай Павлович, профессор, Киреенко, Фёдор Трифонович, Терпогосов, Владимир Ваганович, Дарьяльский, Владимир Алексеевич, инженеры-металлурги, — за разработку и внедрение в промышленность нового метода получения металла.
11. Корепанов, Семён Павлович, Свешников, Григорий Наумович, нач. цеха, Сосновских, Яков Анатольевич, ст. инженер, Панжин, Тимофей Фёдорович, Винников, Пётр Егорович, Полуяхтов, Фёдор Александрович, бригадиры, Герасимов, Владимир Фролович, Коптелый, Григорий Семёнович, Яровой, Иван Фёдорович, мастера, Колупаев, Николай Максимович, председатель заводского комитета, директор, Пикулин, Василий Матвеевич, Фурманчук, Михаил Никитович, кольцевые трубоволочильного стана Синарского трубного завода, — за обобщение и распространение передового стахановского опыта работы в трубном производстве.
12. Лилеев, Иван Сергеевич, руководитель работы, д. т. н., Степанов, Игорь Семёнович, горный инженер, Баркова, Фаина Фёдоровна, Беляев, Алексей Александрович, Евтеева, Ольга Гавриловна, Маслова, Елена Ивановна, Урываева, Галина Дмитриевна, н. с., Кутолин, Алексей Иванович, нач. отдела, Тарасова, Евдокия Кузьминична, ст. инженер, Логвиненко, Александр Титович, зав. лабораторией, — за разработку нового метода получения металла.
13. Лордкипанидзе, Ираклий Семёнович, руководитель работы, нач. отдела, Чикашуа, Давид Семёнович, нач. лаборатории, Шатиришвили, Георгий Афанасьевич, нач. цеха, Кекелидзе, Иван Григорьевич, директор, Меладзе, Владимир Александрович, Маглакелидзе, Лаврентий Софромович, инженеры Зестафонского завода ферросплавов, — за разработку и внедрение новой технологии выплавки марганцевых сплавов.
14. Мурач, Николай Никифорович, руководитель работы, профессор, Костин, Владимир Николаевич, к. т. н., Котельникова, Лидия Александровна, нач. исследовательского отдела завода, Мишнев, Иван Фёдорович, Подчайков, Сергей Фёдорович, Разницын, Алексей Фёдорович, Романов, Иван Архипович, инженеры, Чижиков, Давид Михайлович, ч.-к. АН СССР, — за создание отечественной технологии получения олова высших марок.
15. Петровичев, Василий Васильевич, Титенков, Филипп Георгиевич, Дунаев, Григорий Александрович, Гайдин, Александр Степанович, Руссков, Пётр Иванович, Масютин, Пётр Алексеевич, Берзин, Вольдемар Петрович, Хмарный, Василий Фёдорович, Ардашников, Лев Григорьевич, инженеры, — за внедрение пылеугольного топлива в печах металлообрабатывающей промышленности.
16. Пляцкий, Владимир Михайлович, руководитель работы, Ковви, Константин Георгиевич, н. с. НИИ, Коптев, Гавриил Иосифович, Дымман, Вячеслав Николаевич, Москалёв, Алексей Иванович, Рогов, Виктор Георгиевич, инженеры, — за коренные усовершенствования процесса литья цветных сплавов.
17. Рыбакова, Таисия Андреевна, Широков, Александр Георгиевич, флотаторы, Ларионов, Леонид Александрович, нач. обогатительной фабрики Красно-Уральского медеплавильного завода, Ярусев, Алексей Антонович, мастер, Елисеев, Иван Семёнович, директор завода, Горский, Николай Сергеевич, гл. инженер, Иванов, Иван Петрович, нач. металлургического производства того же завода, Постников, Фёдор Петрович, нач. отделения отражательного передела, Кисляков, Леонид Дмитриевич, ст. н. с. института «Уралмеханобр», — за коренное усовершенствование приёмов работы на флотационных машинах и отражательных печах, обеспечившее скоростные методы работы.
18. Стригин, Иван Алексеевич, руководитель работы, директор института, Ягудин, Рашид Закирович, ст. н. с., Акиншин, Иван Карпович, Десятников, Дмитрий Терентьевич, Матвеенко, Николай Владимирович, Шайденко, Александр Яковлевич, инженеры, — за усовершенствование технологического процесса производства металла.
19. Тихонов, Николай Александрович, руководитель работы, нач. ГУ трубной промышленности МЧМ СССР, Трубченко, Павел Абрамович, директор, Куценко, Иван Степанович, ст. мастер, Соболев, Владимир Петрович, нач. цеха Никопольского ЮТМЗ; Фомичёв, Игнат Антонович, руководитель отдела НИТИ, — за разработку и освоение производства бесшовных труб большого диаметра.
20. Тронев, Виктор Григорьевич, д. х. н., Рубинштейн, Абрам Михайлович, д. х. н., зав. лабораториями, руководители работы, Чулков, Виталий Николаевич, инженер, Амарян, Андроник Погосович, директор завода, Амозов, Лев Александрович, Горбунов, Самуил Наумович, Шармазанашвили, Луарсаб Харитонович, инженеры, — за разработку и внедрение в производство новой технологии получения вторичных металлов.
21. Шашков, Андрей Николаевич, руководитель работы, директор, Гузов, Самсон Гецович, нач. лаборатории, Спектор, Ойзер Шмулевич, ст. н. с., Казанский, Андрей Николаевич, ст. инженер ВНИИАОМ; Жорин, Алексей Аристархович, мастер автогенной резки Сталинградского металлургического комбината «Красный Октябрь», Евсеев, Георгий Борисович, доцент МВТУ имени Н. Э. Баумана, — за разработку кислородно-флюсовой резки высокохромистых и хромо-никелевых сталей, чугуна и цветных металлов.

## Разведка и добыча полезных ископаемых

### Первая степень
1. Алиев, Ага Курбан оглы, руководитель работы, геолог, Абасов, Курбан Абас Кули оглы, Каверочкин, Михаил Павлович, буровые мастера, Бабаев, Насрулла Хан Баба оглы, Камладзе, Александр Артемьевич, Гробштейн, Соломон Романович, Межлумов, Леон Арсеньевич, Мелик-Пашаев, Врам Самсонович, Ногаев, Виктор Антонович, Оруджев, Сабит Атаевич, Сааков, Николай Вартанович, Сафаров, Юсуф Али Гули оглы, Тер-Аваков, Гурген Мосесович, Якубов, Ахад Алекпер оглы, инженеры, — за открытие и освоение морских нефтяных месторождений.
2. Машко, Евгений Пантелеймонович, геолог, Кечек, Георгий Амбарцумович, горный инженер, Евангулов, Борис Багдасарович, инженер-геолог, Овчинников, Дмитрий Иванович, техник-разведчик, Чемоданов, Николай Ильич, горный инженер, — за открытие и разведку месторождений полезных ископаемых.
3. Токмачёв, Борис Романович, руководитель работы, Бенкович, Владимир Антонович, Германюк, Михаил Михайлович, геологи, Глотов, Олег Константинович, Фёдоров, Виктор Петрович, инженеры-геофизики, — за открытие месторождений газа.

### Вторая степень
1. Ивонин, Иван Павлович, нач. комбината «Ростовуголь», Стадниченко, Николай Васильевич, управляющий, Прилепский, Кирилл Никитович, гл. инженер треста «Несветайантрацит»; Поченков, Кондрат Иванович, зам. МУП СССР, Красниковский, Георгий Владимирович, нач. ТУ, Каган, Фрид Яковлевич, нач. Отдела эксплуатации, Полстяный, Григорий Наумович, зам. нач. управления МУП СССР; Москаленко, Михаил Алексеевич, нач. производственного отдела комбината «Ростовуголь», Морозов Иван Васильевич, секретарь Новошахтинского ГК ВКП(б), — за коренные усовершенствования методов добычи угля на шахтах треста «Несветайантрацит» комбината «Ростовуголь» и организацию работ в лавах по графику 1 цикл в сутки.
2. Кавун, Всеволод Иванович, руководитель работы, Чайкин, Семён Иванович, Батищев-Тарасов, Степан Дмитриевич, Момджи, Георгий Сергеевич, Попов, Геннадий Дмитриевич, геологи, Строителева, Антонина Васильевна, геофизик, — за выявление и разведку месторождения полезного ископаемого.
3. Самойлович, Полина Яковлевна, руководитель работы, нач. бюро, Лифшиц, Мария Марковна, нач. лаборатории, Зайцева, Екатерина Ивановна, Двужильная, Нина Михайловна, ст. н. с., Бобров, Иван Владимирович, директор Донецкого НИУИ; Ершов, Василий Захарович, гл. инженер треста «Артёмуглеразведка», Попов, Виктор Семёнович, гл. инженер треста «Ворошиловградуглеразведка», — за создание геолого-углехимической карты Донбасса.
4. Терентьев, Пётр Иванович, руководитель работы, Березовский, Сергей Никанорович, Кадров, Владимир Иванович, Кудряшов, Николай Яковлевич, Рожков, Иван Сергеевич, инженеры-геологи, Витковский, Иван Семёнович, инженер, — за открытие и разведку месторождений полезного ископаемого.

### Третья степень
1. Белевцев, Тихон Николаевич, Карасик, Лев Юзефович, нач. шахт комбината «Ростовуголь», Агапов, Павел Артёмович, Мамонов, Василий Васильевич, гл. инженеры шахт, Уваров, Иван Васильевич, Курусь, Василий Никитович, Кузнецов, Егор Севостьянович, нач. участков, Духанин, Ефим Иванович, машинист врубовой машины, Брежнев, Михаил Никитович, машинист врубово-погрузочной машины, Клепалко, Василий Дмитриевич, навалоотбойщик, Демченко, Иван Васильевич, Свеколкин, Виктор Евграфович, парторги ЦК ВКП(б) на шахтах, — за коренные усовершенствования методов добычи угля на шахтах и организацию работ в лавах по графику 1 цикл в сутки.
2. Денисевич, Владимир Владимирович, руководители работы, Бабенко, Константин Кондратьевич, Алифан, Иван Никитич, Годин, Юрий Николаевич, Везиров, Сулейман Азад оглы, Данов, Александр Васильевич, Дадашев, Шейхали Алескерович, Эсенов, Мамед, инженеры, — за открытие и освоение нового нефтяного месторождения.
3. Зиньков, Антон Фролович, бурильщик шахты «Новая» треста «Кривбассруда», — за внедрение высокопроизводительных способов разработки руды.
4. Каландадзе, Антифор Дмитриевич, руководитель работы, инженер-геолог, Маргалитадзе, Аполлон Владимирович, Назаров, Юрий Исаакович, Габуния, Евтихий Багратович, Чхиквишвили, Зебеда Ираклиевич, геологи, Читая, Трофим Левонович, сотрудник Грузинского геологического управления, Вартанян, Константин Тигранович, Кереселидзе Константин Георгиевич, горные инженеры, — за разработку месторождений полезного ископаемого.
5. Королёв Александр Александрович, управляющий, Шорникова, Мария Григорьевна, нач. планово-производственного отдела треста «Союзасбест», Гершколепов, Никифор Александрович, гл. инженер, Володченко, Владимир Иванович, нач. отдела Главасбеста, Садовский, Иосиф Львович, гл. инженер, Рубцов Николай Фёдорович, нач. техотдела, Гительман, Лев Исаакович, директор, Козлов, Степан Федосович, гл. механик, Трекин, Павел Иванович, директор, Истомин, Кузьма Фёдорович, электрослесарь, Дорофеев, Анатолий Степанович, гл. инженер, работники асбестообогатительной фабрики, — за усовершенствование методов обработки асбестовых руд и механизации трудоёмких процессов, обеспечивших увеличение производства асбеста.
6. Котлярский, Абрам Маркович, зам. директора, Ковалёв, Пётр Фёдорович, нач. станции Макеевского НИИ; Булгаков, Виталий Алексеевич, гл. конструктор Харьковского ЭМЗ имени И. В. Сталина, Барабанов, Фёдор Антонович, зам. МУП СССР, Бела-Белов, Анатолий Михайлович, зам. гл. конструктора завода имени К. Маркса, Кравченко, Владимир Сергеевич, ст. н. с. ИГДАН, Остроух, Борис Родионович, нач. цеха завода, Калинин, Фёдор Фёдорович, гл. конструктор завода, Гершгал, Давид Абрамович, ст. инженер-конструктор завода, Радунский, Абрам Соломонович, ведущий конструктор завода, Киселёв Алексей Сергеевич, гл. инженер завода имени П. Н. Яблочкова, Скурат, Владимир Константинович, нач. отдела Государственной главной горно-технической инспекции МУП СССР, Островский, Сергей Борисович, зам. нач. управления, Берстель, Валентин Николаевич, нач. отдела МУП СССР, — за создание и внедрение взрывобезопасного рудничного электрооборудования.
7. Кремс, Андрей Яковлевич, руководитель работы, Машкович, Константин Андреевич, Константинов, Владимир Георгиевич, Зоткин, Михаил Михайлович, Шмелёв, Александр Андреевич, Юдичев, Устин Михайлович, Антонов, Василий Николаевич, Кочергин, Георгий Семёнович, инженеры-геологи, — за открытие месторождений полезных ископаемых.
8. Крылов, Михаил Михайлович, д. г.-м. н., руководитель отдела Института геологии АН Узбекской ССР, — за разработку метода изучения баланса грунтовых вод орошаемых районов Узбекистана.
9. Кучер, Василий Петрович, Редькин, Кузьма Иванович, Недвига, Николай Тимофеевич, Саушкин, Василий Михайлович, машинисты угольных комбайнов треста «Чистяковантрацит», Ермаков, Николай Михайлович, пом. машиниста угольного комбайна, — за разработку и внедрение передовых приёмов и методов работы на угольном комбайне и достижение высоких производственных показателей.
10. Маринов, Николай Александрович, руководитель работы, Хомизури, Николай Иович, Тихонов, Виктор Илларионович, горные инженеры, Корешков, Василий Никитич, Хасин, Рувим Аронович, Стефаненко, Андрей Яковлевич, Логвинов, Александр Петрович, геологи, — за открытие и промышленное освоение месторождений полезных ископаемых (месторождение касситерита в Монголии).
11. Межлумов, Оника Арсеньевич, руководитель работы управляющий, Сурмин, Александр Дмитриевич, Гаджиев, Магомед, буровые мастера треста «Дагморнефть»; Гейман, Марк Абрамович, зав. лабораторией ИНАН, Залкин, Семён Львович, нач. отдела, Смышляев, Леонид Ефимович, гл. инженер отдела института «Гипронфтемаш»; Тагиев, Эйюб Измаилович, зам. нач. ГУ МНП СССР, Успенский, Глеб Николаевич, зам. нач. управления Объединения «Куйбышенефть», Толстоухов, Григорий Дмитриевич, буровой мастер треста «Ставропольнефть», Ага Нейматулла, буровой мастер, Степанян, Геворк Григорьевич, управляющий трестом объединения «Азморнефть», — за разработку и внедрение двухствольного бурения нефтяных и газовых скважин.
12. Наугольный, Алексей Андреевич, управляющий трестом «Шахтантрацит» комбината «Ростовуголь», Пономарёв, Александр Петрович, Титяев, Филипп Мефодиевич, нач. шахт; Прошунин, Наум Иванович, Кутищев, Николай Фёдорович, нач. участков; Хомутов, Иван Евдокимович, Могиленко, Пётр Григорьевич, машинисты врубовых машин, Кондарев, Иван Алексеевич, Медведкин, Андрей Семёнович, бригадиры-навалоотбойщики; Дергачёв, Александр Павлович, переносчик транспортёра, — за коренные усовершенствования методов добычи угля и организацию работ в лавах по графику 1 цикл в сутки.

## Химия и химическая технология

### Первая степень
1. Тхоревский, Игнатий Тимофеевич, руководитель работы, Бельдер, Михаил Абрамович, Гиндич, Василий Иванович, Гоголев, Александр Владимирович, Лавренов, Николай Григорьевич, Стрельцов, Никита Ефремович, инженеры, — за коренное улучшение технологии производства.

### Вторая степень
1. Антонов, Виктор Никитович, руководитель работы, Колесников, Яков Павлович, Волков, Алексей Фёдорович, Мамакин, Виталий Александрович, Кащеева, Евдокия Андреевна, Кусков, Василий Степанович, Никитин, Дмитрий Владимирович, Морозов, Леонид Андреевич, инженеры, — за внедрение нового технологического процесса производства химических продуктов.
2. Барабанщиков, Пётр Иванович, руководитель работы, Ахназаров, Амаяк Николаевич, Елягин, Николай Васильевич, Бабаев, Василий Сергеевич, Беляков, Дмитрий Прокофьевич, Бураков, Пётр Герасимович, Дзюба, Иван Павлович, Иванов Михаил Николаевич, Иерусалимский, Всеволод Васильевич, Курочкин, Пётр Владимирович, инженеры, Паккер, Роберт Абрамович, Шамолин, Михаил Алексеевич, н. с., — за работу в области химической технологии.
3. Васьковский, Борис Александрович, руководитель работы, профессор, Бендрышев, Александр Павлович, Бессмертнова, Галина Андреевна, Иванов, Виктор Григорьевич, Кузьмин Иван Николаевич, Коган, Яков Ионович, Хракова, Марина Вячеславовна, н. с. НИИ, Иванов Александр Иванович, Коган, Меер Шмуйлович, Финдикаки, Виктор Петрович, Савичев, Иван Павлович, инженеры, — за создание новой аппаратуры.
4. Ерёменко, Владимир Сергеевич, руководитель работы, зам. нач., Боксерман, Юлий Израилевич, нач., Ермолов, Алексей Степанович, нач. отдела Главнефтегаза МНП СССР; Теснер, Павел Александрович, руководитель лаборатории, Кельцев, Владимир Владимирович, ст. н. с. ВНИИПГ; Горелик, Михаил Аронович, гл. инженер треста «Азгаз» МНП СССР, — за разработку нового метода производства газовой сажи печным способом.
5. Кархов, Николай Васильевич, руководитель работы, Рябцев, Иван Иванович, Балакин, Иван Васильевич, Кобленц, Лев Григорьевич, н. с., Михайлов, Константин Владимирович, Ватлаев, Фёдор Павлович, Вайнштейн, Вульф Борисович, Чудов, Николай Николаевич, Милованов, Анатолий Петрович, Кальман, Лев Абрамович, инженеры, Костандов, Леонид Аркадьевич, директор завода, Рунов, Иван Иосифович, техник, — за разработку и внедрение метода получения технологического газа из низкосортных топлив.

### Третья степень
1. Арнольдов, Евгений Михайлович, руководитель работы, гл. инженер, Белкин, Илья Давыдович, нач. цеха Рубежанского химкомбината; Троянов, Игорь Анатольевич, зам. директора, Рубежанского филиала, Ламехов, Пётр Николаевич, руководитель группы НИИОПК; Сахаров, Александр Федосеевич, гл. инженер Рубежанского филиала ГИПЗАКП, Батенчук, Александр Никанорович, гл. инженер Рубежанмкого монтажного управления МСПТИ СССР, — за разработку и внедрение в промышленность новых видов красителей для тканей.
2. Гарзанов, Георгий Ермолаевич, руководитель работы, Сорокин, Алексей Иванович, Добкин, Исак Ефимович, Черняев, Дмитрий Александрович, Альтшулер, Анатолий Евгеньевич, Виннер, Григорий Григорьевич, Пичугин, Алексей Павлович, Цысковский, Виктор Карлович, инженеры, — за разработку новых синтетических продуктов и организацию их промышленного производства.
3. Заозёрский, Иван Николаевич, руководитель работы, д. х. н., Андреева, Зиновия Фёдоровна, Каплан, Григорий Еремеевич, Котляров, Ростислав Владимирович, Краузе, Игорь Эдуардович, Рябков, Василий Александрович, Тер-Шмаонов, Георгий Абрамович, н. с., Бучихин, Пётр Иванович, Степанов, Всеволод Николаевич, работники завода, — за разработку методов производства химических продуктов.
4. Зуев, Виктор Павлович, руководитель работы, нач. лаборатории, Афанасьев, Михаил Михайлович, ст. н. с., Орловский, Пётр Натанович, нач. лаборатории НИИШП; Михайлов Владимир Владимирович, ст. инженер ГУ шинной промышленности МХП СССР, Шумский, Виталий Антонович, директор шинного завода, Твердовский Иван Иванович, гл. инженер проектов ИПЗРП, — за разработку новой технологии производства сажи.
5. Каменцев, Михаил Васильевич, Ипполитов, Георгий Михайлович, руководители работы, инженеры, Вуколов, Евгений Анатольевич, Вялухин, Пётр Николаевич, Израилович, Яков Исаакович, инженеры заводов, Нявро, Павел Брониславович, мл. н. с., — за разработку нового абразивного материала.
6. Ключарёв, Сергей Васильевич, руководитель работы, зав. лабораторией Московской отделочной фабрики имени Я. М. Свердлова, Садов, Фёдор Иванович, профессор, Ватуля, Николай Михайлович, ассистент, Артёмова, Валентина Сергеевна, лаборант МТИ; Мальцев, Николай Дмитриевич, гл. инженер Семёновской красильно-апретурной фабрики, — за создание закрепителей и их внедрение в текстильную промышленность.
7. Кулиев, Али Муса оглы, руководитель работы, нач. сектора, Атальян, Арфения Аркадьевна, Рафиев, Махмуд Мамед Таги оглы, н. с. НИИ; Благовидов, Игорь Фёдорович, Мамедов, Мамед Ага Ахмед оглы, инженеры завода, — за разработку и внедрение нового вида присадки к смазочным маслам.
8. Лебедев, Георгий Николаевич, руководитель работы, нач. ГУ витаминной промышленности, Беззубов, Алексей Дмитриевич, и. о. нач. ТУ МПП СССР, Болгова, Анна Николаевна, нач. цеха, Вуль, Пинхас Ефимович, гл. инженер, Ярош, Елизавета Парфёновна, нач. химического отделения Ленинградского витаминного завода; Шнайдман, Лев Осипович, ст. н. с., Чесночков, Евгений Александрович, нач. цеха экспериментального завода ВНИВИ; Шмидт Александр Александрович, д. ч. АН Латвийской ССР, — за осуществление промышленного синтеза аскорбиновой кислоты (витамина C).
9. Лемберанский, Алиш Джамилович, Кудинов, Александр Васильевич, руководители работы, Ахмедов, Мамед Наджаф оглы, Корчагина, Валентина Ивановна, Надирова, Мария Никитична, Тертерянц, Арташес Бабаевич, инженеры, Куприянова, Людмила Афанасьевна, ст. н. с., — за создание нового образца моторного топлива.
10. Мельников Николай Николаевич, руководитель работы, зав. лабораторией, Дешевая, Александра Сергеевна, Скалозубова, Аполлинария Васильевна, н. с. НИИУИ имени Я. В. Самойлова; Рокицкая, Мария Станиславовна, зав. лабораторией ВЭТИ, Иванов, Георгий Сергеевич, Ройнберг, Борис Наумович, Прохоров, Николай Семёнович, инженеры завода, — за разработку и внедрение в сельское хозяйство высокоэффективных ртутных протравителей.
11. Михайлова, Лидия Александровна, Климахин, Аким Михайлович, Симулин Николай Алексеевич, Стронгин, Григорий Михайлович, Шмарьян, Мойша Ицкович, Павлов, Николай Миронович, Ардашев, Юрий Германович, коллектив авторов, — за разработку и промышленное освоение синтеза фармацевтического продукта.
12. Усенко, Трофим Титович, руководитель работы, зав. кафедрой, Аветисянц, Лев Борисович, Зарудный, Леонид Борисович, ассистенты, Кокорев, Дмитрий Тимофеевич, доцент МИХМАШ; Копьев, Михаил Иванович, гл. механик ГУ азотной промышленности МХП СССР, Проноза, Александр Иванович, механик цеха, Козлов, Лолий Иванович, нач. цеха Сталиногорского химкомбината имени И. В. Сталина; Сорочан, Владимир Александрович, инженер-механик, — за разработку и внедрение в промышленность внутрицилиндровой смазки поршневых машин графитом.
13. Челинцев, Геннадий Владимирович, руководители работы, профессор ВХА имени К. Е. Ворошилова, Беневоленская, Зинаида Викторовна, ст. н. с. ИОХАН, Лебедев, Всеволод Георгиевич, гл. инженер экспериментального завода ВНИВИ, Лиснянский, Иосиф Менделевич, н. с. ВНИВИ, — за разработку промышленного метода синтеза витамина B.
14. Шагалов, Александр Юдинович, руководитель работы, ст. н. с., Борисов Михаил Иванович, Иванов, Павел Семёнович, Садоков, Андрей Павлович, н. с. ГИПХ; Барботин, Иван Романович, директор, Михальский, Фёдор Михайлович, нач. цеха, Теряев, Василий Алексеевич, инженер Государственного союзного Охтенского химкомбината, — за разработку нового промышленного метода получения уксусного ангидрида и уксусной кислоты.

## Энергетика

### Вторая степень
1. Вавилов, Сергей Иванович (посмертно), академик, Левшин, Вадим Леонидович, зам. директора, Константинова, Мария Александровна, ст. н. с. ФИАН имени П. Н. Лебедева, Фабрикант, Валентин Александрович, профессор МЭИ имени В. М. Молотова, Бутаева, Фатима Асланбековна, Долгополов, Виктор Иванович, н. с. ВЭТИ имени В. И. Ленина, — за разработку люминесцентных ламп.
2. Зверев, Александр Иванович, руководитель работы, Горбатикова, Нина Леонтьевна, Приклонский, Вячеслав Александрович, Прохоров, Николай Дмитриевич, Хожев, Виктор Владимирович, Чиликин, Николай Иванович, Зиновьев, Михаил Григорьевич, инженеры, — за работу в области техники.
3. Кузнецов, Борис Иванович, руководитель работы, Гурин, Яков Шлёмович, Земляной, Михаил Исидорович, Добронравов, Евгений Филиппович, Миллер, Арон Яковлевич, Ракитин, Сергей Владимирович, Хейль, Иоганнес Гансович, Чарахчьян, Иосиф Назарович, Туркин, Владимир Иванович, Матюшкин, Александр Яковлевич, инженеры, Коптев, Василий Васильевич, слесарь, — за разработку и внедрение в производство единой серии асинхронных электродвигателей.
4. Нефедьев, Юрий Александрович, руководитель работы, Варнашев, Павел Михайлович, ст. мастер, Войчинский, Михаил Иосифович, Дворкин Борис Григорьевич, Никольский, Геннадий Филаретович, Писаревский, Александр Михайлович, Топуриа, Зураб Владимирович, Тимофеев, Владимир Михайлович, инженеры, — за создание новой аппаратуры.
5. Расплетин, Александр Андреевич, руководитель работы, Гуськов, Геннадий Яковлевич, Майзельс, Евгений Николаевич, Цукерман, Меер Тобиасович, Алексеев Николай Николаевич, инженеры, — за разработку новой аппаратуры.
6. Чупраков, Николай Михайлович, руководитель работы, нач. ГУ Главюжэнерго МЭС СССР, Байгунусов, Бодубай Бодубаевич, гл. инженер Орджоникидзевского каскада гидростанций Узбекэнерго, Рыжков, Александр Георгиевич, зам. нач. ПТО, Жеребцов Михаил Иванович, директор Узбекэнерго; Азарьев, Дмитрий Иванович, сотрудник Теплоэлектропроекта, Цизин, Израиль Григорьевич, Лосятинский, Александр Захарович, инженеры Гидроэнергопроекта, Чернобровов, Николай Васильевич, Шабалин, Николай Сильвестрович, Константиновский, Арон Хаимович, инженеры, Карницов-Сорокин, Борис Карпович, нач. цеха Мосэнерго; Сафразбекян, Гурген Садатович, Иванов Юрий Иванович, инженеры Щербаковской ГЭС; Глушко, Анатолий Иванович, инженер Угличской ГЭС, — за автоматизацию и телемеханизацию Узбекской и Московской энергосистем.

### Третья степень
1. Горин, Георгий Сергеевич, руководитель работы, нач. Управления водопроводно-канализационного хозяйства Мосгорисполкома, Бардин, Юрий Алексеевич, гл. инженер, Лабутин-Крылов, Аркадий Васильевич, ст. инженер группы, Зайцев, Степан Григорьевич, нач. экспериментального цеха Сталинской водопроводной станции; Шабанов, Александр Дмитриевич, ст. инженер лаборатории АН СССР, Ефремов, Евгений Агафонович, Карлинская, Марианна Ильинична, Михайлов Владимир Андреевич, Цикерман, Леонид Яковлевич, ст. н. с. Академии коммунального хозяйства имени К. Д. Памфилова, — за автоматизацию основных технологических процессов Сталинской водопроводной станции.
2. Делекторский, Алексей Владимирович, руководитель работы, Абрамсон, Исаак Давидович, Алексеев Алексей Михайлович, Волосевич Георгий Николаевич, Горбунов, Николай Алексеевич, Злочевский, Владимир Самсонович, Матешук, Константин Антонович, Хачатурян, Пётр Елисеевич, инженеры, — за создание образца электрооборудования.
3. Иванов, Лев Ильич, руководитель работы, нач. лаборатории, Пружинина, Вера Ильинична, Савельев, Владимир Петрович, ст. н. с. ВЭТИ имени В. И. Ленина; Сиротинский, Леонид Иванович, профессор МЭИ имени В. М. Молотова, Бловман, Пиня Шоломович, нач. цеха, Степанов, Иван Степанович, мастер завода «Пролетарий» МЭП СССР, — за разработку и освоение производства новых вентильных разрядников для защиты электрических систем.
4. Котенёв, Иван Васильевич, н. с. ВНИИГидромаш, — за изобретение автоматизированной турбины для малых ГЭС.
5. Крестов, Николай Иванович, руководитель работы, директор завода «Динамо» имени С. М. Кирова, Кудрявцев, Виталий Васильевич, гл. технолог, Квашнин, Владимир Сергеевич, гл. инженер, Рекст, Вадим Борисович, инженер лаборатории, Бутузова, Ольга Алексеевна, ст. инженер, работники завода МЭП СССР, — за разработку и внедрение в производство новой технологии слоистых электроизоляционных материалов.
6. Матвеев, Пётр Валерианович, руководитель работы, Брохович, Екатерина Ивановна, Болкунов, Григорий Васильевич, Козлов, Дмитрий Алексеевич, Ласточкин, Ростислав Иванович, Поршнякова, Злата Сергеевна, Славин, Модест Капитонович, Круглов, Фёдор Михайлович, инженеры, — за работу в области техники.
7. Минин, Глеб Петрович, руководитель работы, инженер, Казанский, Владимир Евгеньевич, нач. электроцеха, Иванкин, Василий Иванович, инженер, Лапшов, Александр Петрович, ст. мастер Государственного треста по организации и рационализации районных электростанций и сетей МЭС СССР; Скляревский, Борис Иосифович, нач. службы Главцентрэнерго, Рязанцев, Евгений Александрович, техник Горьковского районного энергетического управления, Яковлев, Алексей Васильевич, инженер Ивановского районного энергетического управления, — за разработку и внедрение отечественной конструкции телеизмерительной аппаратуры дальнего действия.
8. Мокеев, Александр Николаевич, руководитель работы, Кирмалова, Наталия Александровна, Крепакова, Екатерина Ивановна, Козлов, Николай Никифорович, инженеры, — за работу в области электротехники.
9. Морозов Михаил Михайлович, руководитель работы, директор завода, Медведев, Степан Корнеевич, гл. конструктор, Проскурин, Виталий Петрович, гл. инженер, — за разработку конденсаторов высокого напряжения и усовершенствование технологического процесса их изготовления.
10. Стефановский, Андрей Иванович, руководитель работы, Белоус, Владимир Акимович, Вербицкий, Сергей Николаевич, Геллер, Исаак Хаимович, Перкович, Георгий Люцианович, Рахматуллин, Касим Закирзянович, Шалиско, Валентин Иванович, инженеры, — за коренное усовершенствование выпрямителей электрического тока.
11. Таманцев, Сергей Григорьевич, руководитель работы, консультант НИИ МЭП СССР, Ованесян, Левон Тигранович, нач. цеха МСЗ МЭП СССР, Регентов, Андрей Никитич, нач. Техотдела ММП Армянской ССР, Исагулян, Амасий Васакович, гл. конструктор, Галфаян, Маркар Карапетович, мастер Ереванского МСЗ, — за создание и промышленное освоение нового типа трёхфазного синхронного генератора с механическим выпрямителем.
12. Тищенко Николай Афанасьевич, руководитель работы, гл. конструктор ЦКБ треста «Электропривод», Гендельман, Борис Рувимович, Олефир, Фёдор Филиппович, ведущие инженеры треста, Мангуби, Вадим Абрамович, нач. бюро наладок Украинской производственной конторы, Филин, Николай Михайлович, нач. прокатного сектора, Болдарев, Тимофей Авксентьевич, гл. конструктор завода, — за разработку и внедрение новых систем электромашинной автоматики для прокатных станов.

## Строительство

### Первая степень
1. Жук, Сергей Яковлевич, руководитель работы, Руссо, Георгий Андреевич, Малышев, Николай Александрович, Костров, Иван Николаевич, Баумгольц, Александр Иванович, Лузан, Сергей Васильевич, Караулов, Борис Фёдорович, Соколов, Серафим Григорьевич, Глебов, Пётр Сергеевич, Соболев, Виктор Помпеевич, Бойко, Виктор Петрович, Петров, Иван Емельянович, Халтурин, Александр Дмитриевич, Архангельский, Евгений Алексеевич, Саруханов, Гурген Леонович, Киселёв, Павел Иванович, Каратаев, Василий Кузьмич, инженеры Гидропроекта, — за разработку проектного задания Куйбышевской ГЭС на Волге.

### Вторая степень
1. Баркан, Доминик Доминикович, руководитель работы, профессор, Тупиков, Виктор Николаевич, мл. н. с. НИИ МПМ СССР; Бодунов, Сергей Иванович, зам. гл. инженера строительства Горьковской ГЭС, Гуцаленко, Иван Степанович, управляющий, Ефимов, Александр Дмитриевич, гл. инженер треста, — за разработку и внедрение вибрационного метода погружения в грунт шпунта, труб и свай.
2. Безрук, Василий Макарович, руководитель работы, Лысихина, Александра Ивановна, ст. н. с. ДорНИИ; Мороз, Иван Петрович, гл. инженер, Гусарий, Михаил Самарович, нач. строительства, Иванов Николай Николаевич, д. т. н., Ярошенко, Георгий Никитович, Жадан, Александр Антонович, гл. инженеры, Эпштейн, Лев Васильевич, нач. лаборатории, Ломанов, Фёдор Кириллович, нач. производственного отдела, Беляев, Борис Емельянович, нач. техинспекции строительства, — за разработку и внедрение новых усовершенствованных оснований и покрытий автомобильных дорог.
3. Логинов, Фёдор Георгиевич, руководитель работы, нач. строительства Сталинград-Гидрострой, Кандалов, Иннокентий Иванович, гл. инженер ТУ МЭС СССР, Мельниченко, Константин Иванович, нач. СМУ, Медведев, Пётр Андреевич, гл. инженер, Орлов Георгий Михайлович, гл. архитектор, Иванов, Александр Герасимович, гл. механик, Синявский, Пётр Иванович, бригадир-электромонтажник Днепростроя; Мещеряков, Алексей Иванович, нач. конторы Главгидроэнергостроя МЭС СССР, Данилович, Болеслав Иванович, гл. инженер Управления строительства Новосибирской ГЭС, — за коренное усовершенствование методов работы при восстановлении Днепрогэс имени В. И. Ленина.
4. Любый, Иван Семёнович, Саркисьянц, Георгий Александрович, Золотаревский, Николай Иванович, Михайлов, Валентин Васильевич, Руденко, Дмитрий Аристархович, Денисенко, Виктор Дмитриевич, Журавлёв, Александр Яковлевич, Хазан, Иосиф Абрамович, Русаков, Дмитрий Александрович, Федосеев, Сергей Петрович, Бочин, Валерий Александрович, Вшивцев, Александр Алексеевич, Мичурин, Виктор Степанович, Письман, Яков Моисеевич, — за проектирование и скоростное строительство автомагистрали.
5. Польшин, Дмитрий Егорович, руководитель работы, Синельщиков, Сергей Иванович, Сорокина, Галина Валентиновна, н. с. НИИ, Кольцов, Алексей Гаврилович, Коновалов, Тихон Трофимович, Кружилин, Пётр Никитович, Нерпин, Николай Владимирович, Соколов Владимир Сергеевич, инженеры, — за разработку и внедрение способа устройства оснований морских сооружений на подводных слабых илистых грунтах.
6. Чанкотадзе, Вахтанг Лаврентьевич, управляющий, Гиндин, Арон Маркович, гл. инженер, руководители работы, Полосин, Николай Васильевич, нач. отдела треста «Храмгэсстрой»; Эристов, Виссарион Сардионович, гл. инженер строительства «Средазгэсстрой», Эбралидзе, Мириан Силованович, Маевский, Георгий Станиславович, Цулейскири, Георгий Васильевич, нач. СУ, Оболадзе, Ираклий Онисимович, бригадир строительства, Макаревич, Николай Алексеевич, зам. гл. инженера СУ Самгори ГЭС; Джигаури, Георгий Михайлович, гл. специалист по гидротехническим изысканиям, Рутковский, Семён Григорьевич, гл. гидротехник, Шаншиев, Сергей Константинович, гл. конструктор Тбилисского отделения Всесоюзного треста «Гидроэнергопроект»; Мостков, Михаил Абрамович, зав. отделом ЭИ АН Грузинской ССР, Микаберидзе, Александр Сергеевич, управляющий трестом «Грузэлектросетьстрой», — за строительство Храмской ГЭС в Грузинской ССР.

### Третья степень
1. Банко, Владимир Петрович, руководитель работы, зав. лабораторией, Порохин, Александр Афанасьевич, н. с. НИИ фанеры, Вараксин, Фёдор Дмитриевич, зам. МЛП СССР, Киреев, Александр Александрович, инженер, Кудрявцев, Вячеслав Александрович, инженер ГУ фанерной промышленности МБП СССР, — за разработку и промышленное освоение фанерных труб.
2. Барановский, Борис Владимирович, руководитель работы, нач., Добровольский, Александр Никитич, Межнев, Николай Иванович, Рабцевич, Аникий Ефимович, работники управления подводно-технических работ МРФ СССР; Макаров, Константин Петрович, нач. отдела проектного бюро МРФ СССР, Юргенсон, Эрих Николаевич, зам. нач бюро ГУ МРФ СССР, Громов, Николай Константинович, директор теплосети Мосэнерго, Филиппов, Михаил Фёдорович, гл. инженер, Лямин, Анатолий Александрович, гл. конструктор треста «Теплосетьпоток», Соколов, Александр Георгиевич, гл. инженер проекта, Малинин, Борис Николаевич, бригадир треста «Проектстальконструкция», Диффинэ, Феликс Александрович, Кожин, Алексей Андреевич, инженеры МЛП СССР, — за разработку конструкции и скоростное строительство нового типа подводного цельносварного теплофикационного туннеля.
3. Быховский, Виктор Арнольдович, руководитель работы, Булычёв, Василий Георгиевич, Карпушина, Зинаида Степановна, Сидоров, Александр Петрович, н. с. НИИ, — за разработку нового метода исследования сейсмостойкости сооружений.
4. Гвоздев, Алексей Алексеевич, руководитель работы, ч.-к. Академия архитектуры СССР, Мурашёв, Василий Иванович, д. т. н., профессор, зав. лабораториями, Мулин, Николай Михайлович, н. с. НИИ промышленных сооружений, Яковлев Михаил Иванович, ст. инженер Бюро по делам изобретательства ТУ МСПТИ СССР; Трубин, Владимир Андреевич, зам. председателя Техсовета, Александров Николай Петрович, управляющий трестом МСПМ СССР; Булгаков, Иван Климентьевич, мастер прокатного стана Петровск-Забайкальского металлургического завода, Арцибашев, Георгий Васильевич, мастер сортопрокатного цеха ММК имени И. В. Сталина, — за разработку и внедрение в строительство горячекатанной арматуры периодического профиля для железобетона.
5. Геништа, Лев Николаевич, руководитель работы, гл. инженер проекта, Риппенбейн, Яков Моисеевич, нач. сектора, Огиевич, Алексей Игнатьевич, гл. инженер, Кузнецов Михаил Павлович, гл. архитектор проекта треста «Текстильпроект»; Никитин Николай Васильевич, руководитель сектора Управления главного здания МГУ имени М. В. Ломоносова, Данилин, Иван Григорьевич, нач. Управления строительства Дворца Советов, Васильев Александр Петрович, ст. н. с. ЦНИИПС, Юдин, Михаил Сергеевич, Таболин, Николай Васильевич, инженеры, — за разработку большепролётного шедового покрытия и способа его выведения.
6. Гогоберидзе, Яков Асланович, гл. инженер треста «Грузпроект», — за разработку и внедрение в строительство перекрытий «Дарбази».
7. Голосов, Василий Митрофанович, руководитель работы, Козлов, Фёдор Назарович, Карпенко, Владимир Георгиевич, Титов Фёдор Иванович, Толстой, Виктор Макарьевич, инженеры, — за работу в области строительства.
8. Городецкий, Владимир Иванович, руководитель работы, гл. инженер, Печенников, Рафаил Яковлевич, гл. инженер проекта, Андреев, Анатолий Дмитриевич, нач. сектора треста «Укргипрогазтоппром»; Аронов, Рувим Иделевич, руководитель лаборатории, Камерштейн, Анатолий Григорьевич, ст. н. с., Долгов, Василий Константинович, нач. отдела НИИС МНП СССР; Жемочкин, Борис Николаевич, д. т. н., профессор ВИА имени В. В. Куйбышева, — за коренное усовершенствование методов расчёта стальных трубопроводов.
9. Гохман, Лев Михайлович, руководитель работы, гл. конструктор трета «Мосгорпроект», Дыховичный, Юрий Абрамович, Муромцев, Леонид Александрович, ведущие конструкторы, Быков, Пётр Иринеевич, гл. механик, Георгиевский, Пётр Константинович, зам. нач. ГУ, Житков, Анатолий Порфирьевич, зам. нач. Монтажного управления Главпромстроя, Анопов, Георгий Александрович, гл. конструктор, Золотов, Александр Михайлович, нач. отдела механического завода; Алексеев, Игорь Васильевич, гл. инженер монтажной конторы ГУ «Главпромстрой», Осечкин, Алексей Иванович, бригадир конторы, Журавлёв, Михаил Дмитриевич, гл. механик, Левин-Щирин, Кива Соломонович, нач. Управления строительства здания, — за разработку и осуществление строительства каркаса высотного здания на Котельнической набережной.
10. Гоциридзе, Георгий Георгиевич, руководитель работы, Николаев, Сергей Александрович, Овчаренко, Александр Петрович, Струков, Алексей Ильич, Кулаков, Валентин Павлович, инженеры, — за разработку и осуществление строительства железобетонного сооружения высокой точности.
11. Губенко, Арон Борисович, руководитель работы, Белозёрова, Анастасия Сергеевна, руководители групп, Плунгянская, Мария Наумовна, ст. н. с. ЦНИИПС; Брусенцов, Николай Николаевич, гл. инженер Управления дорожных строительно-монтажных контор МПС СССР, Карлсен, Генрих Георгиевич, профессор, Силин, Владимир Николаевич, преподаватель ВИА имени В. В. Куйбышева; Лемешко, Иван Трофимович, мастер, Чёрный, Борис Григорьевич, гл. инженер Костопольского ДСК МСПТИ СССР; Никифоров, Юрий Николаевич, руководитель лаборатории ВНИИЖДСиП, Птицын, Николай Петрович, инженер, — за разработку и внедрение в строительство клеёных деревянных конструкций.
12. Дуванов, Павел Антонович, нач. цеха Воронежского кирпичного завода, Картавцев, Иван Григорьевич, нач. цеха Краснодарского кирпично-черепичного завода, Мукосов, Иван Григорьевич, мастер по обжигу Алма-Атинского кирпичного завода, Мазов, Иван Яковлевич, инструктор-взварщик Никопольского завода красного кирпича, — за коренные усовершенствования технологии сушки и обжига кирпича.
13. Канунников, Сергей Васильевич, руководитель работы, нач. ТО управления МПС СССР, Лыско, Василий Николаевич, гл. инженер Нижне-Котельского кирпичного завода, Лундина, Мариам Григорьевна, руководитель лаборатории НИИ строительной керамики, Добровольский, Иван Степанович, бывший директор НИИ, Роговой, Михаил Исаакович, гл. инженер ГУ МПСМ СССР, — за разработку и внедрение усовершенствованного способа производства кирпича путём увлажнения и прогрева глин паром.
14. Королёв, Иван Филиппович, руководитель работы, Черкашин, Константин Кузьмич, Коркин, Виктор Иванович, инженеры, — за работу в области инженерной техники.
15. Кудряшёв, Иван Тимофеевич, руководитель работы, зав. лабораторией, Туркин, Василий Степанович, директор ЦНИИПС; Николаев, Юрий Владимирович, нач. отдела Госкомитета по делам строительства, Богомолов, Дмитрий Фёдорович, бывший гл. инженер треста «Центростройдеталь», Мещеряков, Михаил Евграфович, гл. инженер, Шаров, Семён Алексеевич, арматурщик Лыткаринского армопенобетонного завода; Лепилин, Григорий Михайлович, нач. отдела ТУ МСПМ СССР, Межов, Илья Абрамович, гл. инженер ГУ МПС СССР, Кучеренко, Владимир Алексеевич, зам. МСПМ СССР, — за разработку технологии, освоение производства и внедрение в строительство конструктивного ячеистого бетона.
16. Кузнецов, Григорий Филиппович, руководитель работы, ч.-к. АА СССР, Бонч-Бруевич, Георгий Александрович, гл. инженер строительства, Петров Николай Петрович, Макаров Анатолий Петрович, Шумков, Василий Алексеевич, Башлай, Константин Иванович, Полевода, Вячеслав Захарович, инженер, Сорокин, Александр Емельянович, мастер, Шевченко, Виктор Андреевич, гл. инженер проектов, Смирнов, Борис Николаевич, ст. инженер, Морозов, Николай Викторович, н. с., Антипов, Тихон Петрович, руководитель экспериментальной мастерской НИИСТ АА СССР; Смирнов, Алексей Тимофеевич, директор Берёзовского завода строительных конструкций Министерства электростанций, — за разработку конструкций и внедрение в строительную практику многоэтажных каркасно-панельных жилых домов со сборным железобетонным каркасом.
17. Кутенков, Иван Ефимович, руководитель работы, бригадир штукатуров, Севостьянов, Павел Степанович, штукатур, Коржецкий, Виктор Павлович, нач. машинопрокатной базы Строительного управления треста «Мосжилгосстрой», — за создание и внедрение в строительство прогрессивных методов организации штукатурных работ.
18. Лагутенко, Виталий Павлович, руководитель работы, гл. инженер, Розенфельд, Зиновий Моисеевич, руководитель мастерской, Дорохов, Александр Николаевич, конструктор мастерской треста «Мосгорпроект»; Светличный, Василий Ильич, нач., Галицкий, Валентин Николаевич, гл. инженер Московского городского управления городского строительства; Никонов, Ефим Ефимович, управляющий, Леонтьев Александр Николаевич, каменщик треста «Мосжилгостстрой», Ананьев, Сергей Васильевич, управляющий, Хохлов, Леонид Аполлонович, нач. СМУ треста «Мосжилстрой»; Пащенко, Николай Евгеньевич, управляющий трестом «Мосгорсантехстрой», Городецкий, Владимир Миронович, нач. СУ, Бирюков, Михей Платонович, ст. производитель работ треста «Мосжилгорстрой»; Локтюхов, Михаил Григорьевич, управляющий трестом, Рохваргер, Ефим Лазаревич, гл. инженер Управления промышленности стройматериалов и стройдеталей Мосгорисполкома, Тимофеев, Александр Константинович, директор, Моисеев, Георгий Степанович, гл. инженер Дубнинского бетонного завода; Максимов, Серафим Яковлевич, нач. отдела ТУ Моссовета, — за разработку и осуществление индустриальных методов строительства многоэтажных жилых домов в Москве.
19. Негинский, Михаил Самойлович, руководитель работы, доцент МХТИ имени Д. И. Менделеева, Товаров, Вячеслав Владимирович, ст. инженер, Гинзбург, Юдифь Наумовна, мл. н. с. ГВНИПИЦП; Гавришенко, Юрий Николаевич, гл. инженер цементного завода «Большевик», Иванова, Татьяна Абрамовна, машинист сырьевых мельниц цементного завода «Красный Октябрь», Каминский, Алексей Долматович, директор Краматорского цементного завода, Рыжих, Николай Иванович, нач. цеха завода «Гигант», Салтыков, Василий Никитович, директор, Харитонов, Алексей Иванович, нач. цеха цементного завода «Комсомолец», — за разработку и промышленное внедрение метода повышения производительности цементно-обжигательных печей путём снижения влажности шлама.
20. Носков, Николай Сергеевич, руководитель работы, Васильев, Анатолий Гаврилович, Голубев, Александр Матвеевич, Дорфман, Арнольд Исидорович, Кенин, Лев Борисович, Леонов, Алексей Сергеевич, Трофимов, Дмитрий Тимофеевич, Чекмарёв, Николай Иосифович, Сёмин, Анатолий Константинович, инженеры, — за работу в области инженерного вооружения.
21. Овсянкин, Василий Ильич, руководитель работы, гл. инженер ГУ, Георгадзе, Нестор Асалович, управляющий, Лобоцкий, Наполеон Брониславович, гл. инженер треста МСПТИ СССР; Горшков, Алексей Матвеевич, нач., Дружинин, Борис Николаевич, зам. нач. Техотдела ГУ МСПТИ СССР; Людковский, Исаак Григорьевич, нач. сектора Всесоюзной конторы типового проектирования и технических исследований, Кравченко, Андрей Яковлевич, управляющий, Федин, Фёдор Викторович, гл. инженер треста МСПТИ СССР; Чубинишвили, Георгий Георгиевич, гл. инженер проекта треста «Тбилгорпроект», Смирнов, Фёдор Фёдорович, нач лаборатории НИИ «Водгео», Шевченко Василий Иванович, гл. инженер Бетонного комбината, — за разработку и внедрение нового метода изготовления железобетонных напряжённо-армированных труб больших диаметров.
22. Першин, Михаил Васильевич, руководитель работы, гл. инженер треста, Губанов, Леонид Яковлевич, Гренадёр, Давыд Шлёмович, управляющие трестами, Щербаков, Сергей Николаевич, зам. нач. ТУ МСПМ СССР; Попов Борис Петрович, ст. н. с. НИИ, Токарев, Андрей Данилович, гл. механик треста, Этмекджиян, Ашот Арутюнович, нач. Главюгстроя, — за разработку и внедрение в практику строительства новых методов восстановления железобетонных конструкций.
23. Скитев, Василий Васильевич, бригадир маляров, Тутов, Пётр Емельянович, нач. отдела строительно-монтажного треста МАП СССР, — за разработку и внедрение в строительство системы взаимного контроля за качеством работ.
24. Сметанкин, Павел Семёнович, руководитель работы, нач. строительства Метростроя, Зотов, Алексей Владимирович, бригадир проходчиков, Крюков, Константин Иванович, нач. участка, Курдюков, Алексей Николаевич, зам. нач. строительства, Лапкин, Иван Семёнович, бригадир слесарей, Овчинников, Кузьма Иванович, нач. участка, Седых, Михаил Андреевич, гл. механик, Сеткин, Матвей Петрович, гл. инженер, работники строительства; Горелик, Лев Иосифович, конструктор Метропроекта, — за разработку конструкции станции Московского метрополитена имени Л. М. Кагановича «Курская-кольцевая» и коренное усовершенствование методов строительства.
25. Шестопёров, Сергей Владимирович, руководитель работы, Миклашевский, Евгений Павлович, ст. инженер-консультант управления «Гидропроект», зам. гл. инженера, Киреев, Василий Васильевич, гл. инженер ГУ «Главпромстрой», Десов, Арсений Ефремович, зам. директора ЦНИИПС, Скориков, Виктор Фёдорович, директор Ярославского завода «Красный маяк», — за разработку и внедрение в строительство способов механизированной укладки бетонной смеси.
26. Шитов Виталий Алексеевич, руководитель работы, Богданов, Василий Исаакович, Буковский, Александр Александрович, Сафин, Юсуф Зиганшевич, Суворов, Александр Петрович, Шумяцкий, Борис Яковлевич, Головинов, Пётр Михайлович, Губанов, Игорь Германович, Никитин, Николай Никитович, инженеры, — за создание строительной конструкции.

## Транспорт и связь

### Первая степень
1. Киселёв, Николай Александрович, руководитель работ, Ашик, Виктор Владимирович, Брезгун, Николай Васильевич, Воробьёв, Леонид Степанович, Грицкевич, Дмитрий Алексеевич, Золотухин, Павел Дмитриевич, Кузнецов, Яков Яковлевич, Пудзинский, Михаил Антонович, Савичев, Александр Сергеевич, Сытов, Дмитрий Александрович, Яновский, Василий Яковлевич, Орешкин, Виктор Михайлович, Лавинский, Владимир Петрович, Григорьев, Серафим Иванович, Глущенко, Семён Афанасьевич, Карпухин, Ефрем Авксентьевич, Козлов, Пётр Иванович, Мошенцев, Леонид Михайлович, Мастеров, Александр Фёдорович, инженеры, — за работу в области судостроения.
2. Юновидов, Анатолий Михайлович, руководитель работы, Бобченок, Гавриил Алексеевич, Деревянко, Юрий Гаврилович, Королевич, Василий Гаврилович, Крылов, Фёдор Митрофанович, Лоскутов, Владимир Васильевич, Фишер, Арвед-Оскар Людвигович, Чекризов, Василий Фёдорович, Якоб, Орест Фёдорович, Купенский, Борис Израилевич, Ильичёв, Александр Тихонович, Журавлёв, Александр Иванович, инженеры, — за работу в области техники.

### Вторая степень
1. Алексеев, Ростислав Евгеньевич, руководитель работы, Ерлыкин, Иван Иванович, Зайцев, Николай Алексеевич, Попов, Леонид Сергеевич, инженеры, — за разработку судов на подводных крыльях.
2. Гойнкис, Павел Густавович, руководитель работы, Китаенко, Георгий Иванович, Попов, Евгений Аполлинариевич, Цапин, Владимир Дмитриевич, Товкач, Иван Минович, инженеры, — за работу в области судостроения.
3. Капырин, Георгий Ильич, руководитель работы, Бабичев, Борис Иванович, Горячев, Александр Петрович, Завьялов, Андрей Сергеевич, Сахин, Семён Израилевич, Данилевский, Олег Фёдорович, Никитиных, Николай Михайлович, Якимович, Анатолий Фролович, Маринич, Аркадий Васильевич, Трошков, Константин Иванович, Хабахпашев, Артемий Александрович, Лесников, Николай Николаевич, инженеры, — за коренное усовершенствование методов постройки судов.
4. Кулигин, Константин Николаевич, руководитель работы, Волик, Георгий Кононович, Голланд, Анатолий Захарович, Демянко, Георгий Иосифович, Маляров, Яков Акимович, Пирогов, Николай Илларионович, Попович, Анатолий Иванович, Рябенький, Григорий Михайлович, Сгибнев, Захар Григорьевич, Фролов, Павел Васильевич, Фёдоров, Николай Александрович, Прибыльский, Иван Степанович, инженеры, — за работу в области судостроения.
5. Кусков, Дмитрий Павлович, гл. инженер проектов треста «Транссигналсвязьпроект», — за разработку и внедрение новой системы маршрутной сигнализации.
6. Мартьянов, Борис Константинович, руководитель работы, Волкова, Капитолина Ивановна, инженер, Лабецкий, Владимир Антонович, нач. цеха, Розенталь, Николай Константинович, слесарь; работники завода «Красная заря»; Савельев, Гавриил Степанович, нач. ТУ, Стоянов, Михаил Николаевич, Фарафонов, Леонид Степанович, Шевченко, Сергей Васильевич, инженеры НИИ МПСС СССР, — за разработку и организацию производства АТС шаговой системы.
7. Обухов, Сергей Павлович, руководитель работы, Виленкин, Борис Ильич, Зудин, Борис Алексеевич, Клатенберг, Леонид Павлович, Печурин, Василий Федосеевич, Черноголовко-Бельский, Юрий Юрьевич, Чарин, Николай Авксентьевич, сотрудники НИИ; Доброженко, Алексей Петрович, Иванов Михаил Иванович, Юнок, Валентин Петрович, инженеры, — за работу в области связи.
8. Пигулевский, Георгий Андреевич, руководитель работы, Лукьянц, Анатолий Павлович, Худов, Виктор Иванович, Козлов, Георгий Петрович, Николаев, Борис Александрович, Зобков, Владимир Андреевич, Побединский, Борис Николаевич, инженеры, — за создание новых образцов радиоаппаратуры.
9. Порожняков, Павел Владимирович, — за разработку нового метода использования радиоаппаратуры.
10. Чесноков, Александр Михайлович, гл. конструктор, Регинский, Михаил Иванович, конструктор, Смирнов, Фёдор Фёдорович, гл. инженер, Треубов, Григорий Алексеевич, гл. технолог Ленинградского вагоностроительного завода имени И. Е. Егорова, Селенский, Игорь Алексеевич, Спиваковский, Арон Львович, зам. гл. конструктора, Шахбазьянц, Гурген Георгиевич, технолог, Миронов, Константин Леонидович, нач. бюро сварки, Дриккер, Владимир Степанович, конструктор Лианозовского вагоностроительного завода; Драйчик, Иван Иванович, гл. конструктор, Викторов, Виктор Степанович, инженер-конструктор ГУ вагоностроения МТМ СССР; Кулаков, Михаил Васильевич, гл. конструктор КВЗ, Казанский, Георгий Алексеевич, нач. конструкторского отдела ГУ вагонного хозяйства МПС СССР; Медведек, Рувим Исаакович, гл. конструктор Крюковского вагоностроительного завода, — за разработку конструкции цельнометаллического пассажирского вагона.

### Третья степень
1. Гуров, Пётр Николаевич, руководитель работы, Авдентов, Василий Алексеевич, Беляев, Павел Алексеевич, Кудрявцев, Иван Григорьевич, Митрофанов, Николай Сергеевич, Увяткин, Борис Дмитриевич, инженеры, Дубков, Александр Фёдорович, слесарь-механик, — за работу в области радиосвязи.
2. Калашников, Сергей Григорьевич, руководитель работы, Алексеева, Вера Григорьевна, Кубецкий, Герман Александрович, Пенин, Николай Алексеевич, сотрудники НИИ, — за работу в области связи.
3. Кузнецов, Николай Арсеньевич, руководитель работы, Агасиев, Гайк Иванович, Белов, Михаил Никитич, Малыгин, Алексей Александрович, Мартынов, Василий Иванович, — за коренные усовершенствования методов подъёма затонувших судов.
4. Лосяков, Сергей Николаевич, руководитель работы, Долгих, Виктор Иванович, конструктор, Кербер, Борис Львович, Коркин, Борис Николаевич, Корсунский, Лев Наумович, Резников, Григорий Бенционович, инженеры, — за разработку в области связи.
5. Мамедов, Фиридун Теймурович, нач. станции Бойня Московско-Окружной ЖД, — за разработку и внедрение нового метода планирования очерёдности подачи и уборки вагонов на грузовых станциях.
6. Никулин, Михаил Романович, руководитель работы, зам. нач. ГУ МРФ СССР, Самойлов, Пётр Петрович, директор, Данилин, Алексей Иванович, слесарь-сборщик завода «Старый бурлак»; Иванов, Пётр Терентьевич, Маевский, Виктор Константинович, Петошина, Зинаида Ивановна, Пименов, Николай Кузьмич, Сычёв, Иван Дмитриевич, Тюпко, Алексей Петрович, Фролов, Прокопий Андрианович, крановщики речных портов; Буренков, Николай Васильевич, Санжаров, Алексей Иванович, бригадиры-грузчики речных портов; Костюк, Анатолий Антонович, нач КБ, Грейдиньш, Харий Юльевич, бригадир монтажного цеха РЭЗ, — за коренные усовершенствования организации и механизации погрузочно-разгрузочных работ в речных портах.
7. Патрикеев, Александр Ильич, руководитель работы, Антонов, Вадим Петрович, Зевин, Геннадий Иванович, Капелин, Борис Петрович, Кузнецов, Виталий Алексеевич, Кравцов, Василий Акимович, инженеры, — за разработку новой аппаратуры.
8. Петров Николай Николаевич, Матвеев, Всеволод Николаевич, руководители работы; Денискин, Никита Дмитриевич, Куприянов, Фёдор Фёдорович, конструкторы, Кадышев, Степан Иванович, Кузнецов, Вячеслав Александрович, инженеры, — за работу в области самолётостроения.
9. Плахотник, Сергей Митрофанович, руководитель работы, Александров, Сергей Михайлович, Калиниченко, Николай Николаевич, нач. цехов, Нагорный, Алексей Васильевич, Петров, Константин Яковлевич, конструкторы, Фурсов, Григорий Петрович, директор завода, Кувшинов, Михаил Васильевич, инженер, — за работу в области радиосвязи.
10. Тимонов, Всеволод Всеволодович, руководитель работы, Лагутин, Борис Львович, Лямин, Борис Константинович, инженеры, — за работу в области морской техники.
11. Титов, Яков Иванович, шофёр 1-го автомобильного парка Управления пассажирского автотранспорта Мосгорисполкома, Галинов, Михаил Фёдорович, шофёр, Коренков, Виктор Степанович, нач. автоколонны 1-й автобазы Управления автогрузового транспорта Мосгорисполкома; Савкин, Валентин Лаврович, шофёр Феодосийской автоколонны № 83 Крымского облавтотреста, — за коренные усовершенствования методов эксплуатации автомобилей.
12. Уфтюжанинов, Владимир Петрович, гл. конструктор, Васильев, Анатолий Иванович, Денисенко, Александр Тихонович, гл. инженер завода, Зеленцов, Николай Фёдорович, Филатов, Константин Владимирович, Сибилёв, Григорий Васильевич, инженеры, — за разработку и внедрение в производство новой аппаратуры.
13. Халимович, Пётр Иосифович, руководитель работы, Андреев, Георгий Фёдорович, Соколов, Пётр Артемьевич, Голубев, Николай Владимирович, Громов, Иван Александрович, Колечицкий, Владимир Дмитриевич, Морозов Владимир Михайлович, Цитрин, Яков Исаевич, Фокин, Алексей Михайлович, Плисов, Борис Васильевич, инженеры, — за создание серийного стандартного морского буксира и коренное усовершенствование строительства судов.
14. Штейншлейгер, Вольф Бенционович, руководитель работы, Алексеев, Владимир Павлович, конструктор, Голенищев, Алексей Никифорович, Бортновский, Генрих Александрович, Луневский, Владимир Николаевич, Люстиг, Михаил Исаакович, Фельдман, Юда Исаакович, инженеры, — за разработку новой аппаратуры.
15. Ястребилов, Валентин Михайлович, руководитель работы, Кур, Александр Яковлевич, Куртюков, Михаил Фёдорович, Нормак, Владимир Николаевич, инженеры, — за разработку новой аппаратуры.

## Сельское хозяйство

### Первая степень
1. Вендэ, Ольга Денисовна, руководитель работы, директор, Добруцкая, Вера Петровна, Фетисова, Людмила Васильевна, селекционеры, Корунный, Григорий Васильевич, ст. зоотехник Сычёвского государственного племенного рассадника; Григорьев Николай Григорьевич, инспектор Смоленского областного управления сельского хозяйства, Петухов, Константин Фёдорович, зам. нач. Управления Центра и Северо-Запада ГУ животноводства МСХ СССР, Рощина, Анна Антиповна, телятница колхоза «Вперёд к социализму» Сычёвского района Смоленской области, — за выведение новой породы крупного рогатого скота «Сычёвская».
2. Милованов, Виктор Константинович, руководитель работы, профессор, Кузнецов Михаил Павлович, ст. н. с. ВНИИЖ; Морозов, Виктор Алексеевич, зав. лабораторией Сибирского НИИЖ, Паршутин, Григорий Васильевич, Скаткин, Пётр Николаевич, ст. н. с. ВНИИ коневодства, Козенко, Трофим Михайлович, зав. лабораторией Украинского НИИЖ, Ожин, Фёдор Васильевич, нач. сектора ГУ животноводства, Родин, Илья Ильич, нач. отдела Управления с/х пропаганды МСХ СССР, — за разработку усовершенствованного метода искусственного осеменения с/х животных.
3. Мусин, Баграм Мусинович, Галиакберов, Нажиб Закирович, Гордиенко, Михаил Фёдорович, ст. н. с. Института животноводства Кахахского филиала ВАСХНИЛ, Дудин, Сергей Яковлевич, к. с.- х. н., Бай, Борис Владимирович, директор, Жувасов, Капыс, ст. скотник племенного совхоза «Балкашино» Акмолинской области; Хлатин, Алексей Андреевич, зам. нач. Управления, Ланина, Анна Владимировна, ст. н. с. опытной станции животноводства Карагандинского совхоза; Субботин, Виктор Яковлевич, нач. Управления Министерства совхозов КССР, Мусин, Ота, ст. скотник Анкатинского племенного совхоза Западно-Казахстанской области, Чикимбаев, Жуйбакан, ст. скотник, Мельниченко, Павел Фомич, ст. зоотехник племенного совхоза «Чалобай» Семипалатинской области, Акопян, Константин Арутюнович, зав. отделом Чкаловского НИИ молочно-мясного скотоводства, Жорноклей, Павел Евтихиевич, директор племенного совхоза крупного рогатого скота «Броды» Чкаловской области, — за выведение новой породы крупного рогатого скота «Казахская белоголовая».
4. Родионов, Александр Данилович, руководитель работы, директор, Ольшанский, Михаил Александрович, зам. директора, Берченко, Борис Эммануилович, зав. отделом, Красников, Михаил Акимович, директор семеноводческого хозяйства ВСГИ имени Т. Д. Лысенко; Бендерский, Вольф Самойлович, зам. вице-президента ВАСХНИЛ, — за научно-производственную разработку вопросов гнездового способа посева леса.

### Вторая степень
1. Всяких, Алексей Семёнович, ст. н. с. ВНИИЖ, Захарьев, Николай Ильич, директор Киргизского НИИЖ, Мельников Павел Иванович, директор племенного совхоза имени Ильича, Алтыкеев, Чотор, скотник племенного хозяйства имени М. В. Фрунзе, Стрельникова, Федосия Афанасьевна, директор, Бектембаев, Ибраим, скотник, Чернов, Сергей Николаевич, ст. ветеринарный врач племенного совхоза «Аламедин» Фрунзенской области Киргизской ССР; Щёлоков, Павел Тимофеевич, нач. отдела Управления животноводства МСХ Киргизской ССР, Чашкин, Георгий Никифорович, нач. Управления Министерства совхозов СССР, Галочкин, Иван Тимофеевич, зам. нач., Мартинсон, Мартин Янович, ст. зоотехник МСХ Казахской ССР, Болдырев, Михаил Гаврилович, селекционер, Никифоров, Пётр Константинович, директор Алма-Атинского Государственного племенного рассадника крупного рогатого скота; Пак, Давид Николаевич, ст. н. с. ИЖ Казахского филиала ВАСХНИЛ, Рыбаков, Пётр Иванович, директор Пастбищно-мелиоративного треста МСХ Казахской ССР, Чернов, Георгий Абросимович, ст. зоотехник племенного совхоза имени В. И. Ленина Талды-Курганской области Казахской ССР, — за выведение новой породы крупного рогатого скота «Алатаусская».
2. Делиникайтис, Сергей Андреевич (посмертно), руководитель работы, Турбин, Александр Георгиевич, зав. отделом гидротехники, Пантелеев, Анатолий Яковлевич, директор Хакасской опытной станции орошаемого земледелия, — за разработку и внедрение в с/х практику новых методов орошения с применением временных оросительных каналов.
3. Кулошвили, Иродион Семёнович, нач. отдела, Севумян, Григорий Иванович, нач. управления, Спанаки, Евгений Ахиллесович, ст. инженер управления, Абдулрагимов, Таги Ибраим оглы, зам., Гюльмамедов, Ибрагим Алекпер оглы, МВХ АзССР; Мамедзаде, Али Гейдар Ага Усейн оглы, директор МСЗ имени Л. П. Берия, Угрехелидзе, Пётр Павлович, Адибеков, Оган Александрович, нач. буровых партий треста «Азводстрой», — за коренное усовершенствование и внедрение в производство новых методов полива хлопчатника и других с/х культур.
4. Кущак, Дмитрий Вавилович, руководитель работы, Михайлов-Сенкевич, Яков Михайлович, Попов Сергей Дмитриевич, Старостин, Степан Григорьевич, Ясько, Владимир Макарович, сотрудники НИИ ГВФ, Лавров, Лев Давыдович, Сазонов, Иван Владимирович, Тютюнник, Михаил Евстратович, сотрудники ГУ ГВФ СССР, Рукавишников, Борис Иванович, доцент МСХА имени К. А. Тимирязева, — за разработку и внедрение авиационных методов защиты и повышения урожая с/х культур.
5. Николаевский, Леонид Димитриевич, Друри, Иван Васильевич, ст. н. с., Андреев Владимир Николаевич, зам. директора, Гульчак, Филипп Яковлевич, директор НИИ ПЗЖПХ; Преображенский, Борис Вениаминович, ст. н. с. Нарьян-Марской оленеводческой станции, Дьяченко, Николай Онуфриевич, директор Ямальской оленеводческой станции, — за разработку рациональных приёмов ведения оленеводческого хозяйства на Крайнем Севере.
6. Переверзев, Григорий Антонович, ст. н. с. Узбекской опытной станции НИИ лубяных культур, Культиасов, Николай Васильевич, ст. н. с. Среднеазиатской станции ВИР, — за выведение нового сорта джута «Первенец Узбекистана».
7. Ро, Лев Михайлович, профессор ТашСХИ, Никоненко, Михаил Николаевич, зав. отделом Млеевской научно-исследовательской станции плодоводства Киевской области, Цехмистренко, Пётр Ефимович, н. с. Сталинградской опытной станции, — за выведение новых высокоценных сортов яблони для УССР.

### Третья степень
1. Баширов, Фарид Баширович, гл. агроном Ташкентского комбината шампанских вин МПП СССР, — за разработку метода выращивания винограда на пасынках.
2. Богачёв, Всеволод Данилович, аспирант ВНИИМСХ, — за создание тракторной узкорядной зерновой сеялки.
3. Борин, Константин Александрович, аспирант, Оськин, Александр Иванович, ассистент МСХА имени К. А. Тимирязева; Кабан, Трофим Трофимович, комбайнёр Штейгартской МТС Краснодарский край, Варакин, Иван Прокофьевич, комбайнёр Большевистской МТС, Головченко, Григорий Дмитриевич, комбайнёр МТС имени Г. И. Петровского Ак-Булакского районы Чкаловской области, — за усовершенствование методов работы на зерновых комбайнах.
4. Бредюк, Николай Никандрович, машинист молотилки Березнянской МТС Черниговской области, — за коренное усовершенствование методов эксплуатации молотилок.
5. Булгаков Сергей Васильевич, ст. н. с. ВНИИ каучуконосов, — за выведение сорта кок-сагыза.
6. Веселовский, Иолий Александрович, профессор ЛСХИ, Альсмик, Пётр Иванович, ст. н. с. Белорусской государственной селекционной станции, — за выведение новых ценных сортов картофеля.
7. Власенко, Николай Дмитриевич, руководитель работы, Барилл, Авраам Вениаминович, инженеры ВНИИ механизации и электрификации совхозов; Рудаков, Герасим Фёдорович, ст. инженер отдела Министерства совхозов СССР, Сычёв, Сергей Александрович, гл. технолог Тамбовского мехзавода, — за создание новых машин для чистки, сортировки и погрузки зерна.
8. Водков, Аркадий Петрович, директор, Кабанов, Пётр Григорьевич, ст. н. с., НИИ земледелия Юго-Востока СССР; Панфилов, Яков Дмитриевич, доцент Саратовского СХИ, — за научно-производственную разработку вопроса гнездового способа посева леса в условиях Поволжья.
9. Горлач, Андрей Андреевич, селекционер Белоцерковской селекционной станции Киевской области, — за выведение нового сорта озимой пшеницы «Лесостепка-75».
10. Гунар, Иван Исидорович, доцент МСХА имени К. А. Тимирязева, Березовский, Мендель Яковлевич, ст. н. с., Чесалин, Григорий Алексеевич, ст. н. с. ВНИИ удобрений, агротехники и агропочвоведения, Тутурин, Николай Владимирович, ст. н. с., Воронов, Александр Семёнович, гл. инженер, Жижин, Александр Иванович, нач. цеха опытного завода НИИ органических полупродуктов и красителей, — за разработку и внедрение химических средств борьбы с сорняками.
11. Долгушин, Игорь Александрович, руководитель работы, зам. директора, зам. директора Института, Слудский, Аркадий Александрович, зав. лабораторией Института патологии АН Казахской ССР, Волянский, Леонид Алексеевич, управляющий Балхашским ондатровым хозяйством, Варфоломеев, Виктор Николаевич, нач. отдела Казахской республиканской конторы «Заготживсырьё», — за акклиматизацию ондатры в Казахстане.
12. Евдокимов, Василий Яковлевич, ст. н. с. Опорного пункта северного виноградарства Московского филиала, Потапенко, Яков Иванович, зам. директора, Захарова, Елена Ивановна, зав. отделом ВНИИ виноделия и виноградарства; Кузьмин, Александр Яковлевич, ст. н. с. ЦГЛ имени И. В. Мичурина, Стреляева, Лидия Николаевна, н. с. Башкирской областной плодово-ягодной опытной станции, — за выведение новых зимостойких сортов винограда для средней и восточной зон Европейской части СССР и разработку агротехники этой культуры.
13. Жаворонков, Павел Александрович, зам. директора Челябинской плодоовощной опытной станции имени И. В. Мичурина, Болоняев, Алексей Васильевич, ст. н. с. Дальневосточного НИИ земледелия и животноводства, — за выведение новых морозостойких и урожайных сортов яблони для Урала, Сибири и Дальнего Востока.
14. Жежель, Николай Григорьевич, руководитель работы, доцент, Лебедева, Антонина Ивановна, Пантелеева, Елена Ивановна, ассистенты ЛСХИ, — за открытие нового удобрения.
15. Исаев Сергей Иванович, профессор МГУ имени М. В. Ломоносова, — за выведение новых зимостойких сортов яблони для средней зоны СССР.
16. Ковда, Виктор Абрамович, профессор, — за исследование процесса засоления почв и разработку мер борьбы с ними.
17. Коровецкая, Наталья Никифоровна, руководитель работы, директор, Букреев, Пётр Гаврилович, ст. зоотехник Ливенского государственного племенного рассадника свиней; Никульников, Илларион Васильевич, зав. племенной свинофермой колхоза «Красный Купач», Грешникова, Матрёна Евдокимовна, свинарка колхоза «Путь к коммунизму», Скрябина, Ксения Ивановна, зав. свинофермой колхоза «Красный Путиловец» Ливенского района Орловской области, — за выведение и совершенствование ливенской породы свиней.
18. Космодемьянский, Виктор Николаевич, Псарёва, Елизавета Николаевна, ст. н. с. ВНИИ табака и махорки имени А. И. Микояна, — за выведение новых крупнолистных сортов табака.
19. Костяков, Алексей Николаевич, ч.-к. АН СССР, профессор МГМИ имени В. Р. Вильямса, Ляпин, Александр Николаевич, доцент Ташкентского института ирригации и механизации сельского хозяйства, Федодеев, Иван Фёдорович, нач. Ферганского обводхоза Узбекской ССР, Измайлов, Алиабас Рагимович, зам. министра водного хозяйства Азербайджанской ССР, Пархоменко, Михаил Петрович, гл. инженер Управления эксплуатации МВХ Азербайджанской ССР, Алышев, Михаил Яковлевич, зам. министра водного хозяйства Киргизской ССР, Чернецов, Евгений Васильевич, ст. инженер-инспектор по Киргизской ССР, Атаев, Реджепкулы, председатель колхоза «Большевик» Ильялинского района Туркменской ССР, Ниязов, Назар-Али, звеньевой колхоза имени К. Е. Ворошилова Янги-Юльского района УзССР, Картушин, Николай Михайлович, нач. эксплуатационного участка Октябрьского района Сталинабадской области Таджикской ССР, — за внедрение в с/х производство новых методов орошения с применением временных оросительных каналов.
20. Кочетков, Александр Иванович, Беляев Андрей Михайлович, ст. инженер, Гончарова, Зоя Николаевна, звеньевая Чугуевской лесозащитной станции; Додиван, Алексей Иванович, тракторист, Лопатеев, Николай Яковлевич, гл. лесничий Курского областного управления лесного хозяйства, Грицай, Фёдор Александрович, директор, Боченков, Николай Ильич, ст. лесничий Курской лесозащитной станции; Яковлев, Иван Кондратьевич, бригадир тракторной бригады, Яроцких, Николай Владимирович, тракторист Давыдовской лесозащитной станции Воронежской области, — за успешное внедрение в условиях лесостепи гнездового посева дуба в лесных полосах по методу академика Т. Д. Лысенко.
21. Малинина, Прасковья Андреевна, зав. племенной фермой колхоза «12-й Октябрь», Евдокимова, Александра Ивановна, председатель колхоза «Пятилетка» Костромского района Костромской области; Гунина, Любовь Николаевна, председатель колхоза «Красный коллективист» Некрасовского района Ярославской области, — за разработку метода выращивания с/х животных, обеспечивающего высокую молочную продуктивность.
22. Мацепуро, Михаил Ефремович, д. ч., Размыслович, Иван Романович, н. с. ИМСХ АН БССР, — за разработку и внедрение в производство комплекса с/х машин и орудий для механизации трудоёмких работ по возделыванию кок-сагыза на торфяных почвах.
23. Никитин, Фауст Васильевич, ст. зоотехник Бирюлинского зверосовхоза Татарской АССР, Багратян, Малхас Галустович, кроликовод ИЖ МСХ Армянской ССР, — за выведение новых пород кроликов: чёрно-бурой, вуалево-серебристой и «Советский Мардер».
24. Орлов, Митрофан Алексеевич, нач. сводного отряда 2-й Московской экспедиции объединения «Агролеспроект» МЛХ СССР, — за разработку методов закрепления, облесения и освоения Астраханских песков.
25. Павлова, Мария Алексеевна, ст. н. с. МСХА имени К. А. Тимирязева, — за выведение высокоценных сортов крыжовника для средней зоны СССР.
26. Пастухов, Сергей Фёдорович, нач. отдела Управления племенных овцеводческих совхозов Министерства совхозов СССР, Снеговой, Вениамин Власович, ст. зоотехник, Хабатов Шугаиб Наибович, директор, Донцов, Михаил Захарович, Ливенский, Фёдор Софронович, ст. чабаны племенного овцесовхоза «Советское Руно», — за выведение новой породы тонкорунных овец «Ставропольская».
27. Писарев, Виктор Евграфович, зав. лабораторией Института зернового хозяйства нечернозёмной полосы, — за выведение нового высокоурожайного сорта яровой пшеницы «Московка».
28. Светашов, Андрей Трофимович, зам. директора Дагестанской опытной станции НИИ хлопководства новых районов, Пензин, Яков Ефимович, зам. председателя Бюро по сельскому хозяйству и заготовкам при СМ СССР, — за выведение сорта хлопчатника 611-Б.
29. Соколов Борис Павлович, зав. лабораторией, Филев, Дмитрий Сидорович, Немлиенко, Фёдор Евдокимович, Репин, Анатолий Николаевич, ст. н. с., Задонцев, Антон Иванович, директор Украинского НИИ зернового хозяйства; Щербина, Алексей Романович, председатель колхоза имени В. П. Чкалова Ново-Московского района Днепропетровской области, — за выведение гибридов кукурузы «Первенец» и «Успех» и разработку системы мероприятий по получению высоких урожаев этой культуры.
30. Соколов, Фёдор Андрианович, руководитель работы, Дорман, Исаак Абрамович, н. с. ВНИИ хлопководства, Добринский, Борис Ананиевич, ст. агроном Андижанской первой МТС, — за разработку и внедрение в практику допосевной обработки почвы для орошаемого земледелия.
31. Соколовский, Владимир Михайлович, директор, Гончаров, Евгений Павлович, агролесомелиоратор, Ильин, Павел Дмитриевич, бригадир трактористов Соль-Илецкой лесозащитной станции Чкаловской области; Клементьев, Николай Васильевич, гл. лесничий Чкаловского областного управления лесного хозяйства, Фёдоров, Михаил Андреевич, директор, Пачин, Григорий Алексеевич, зам. директора, Буйвол, Денис Ильич, бригадир трактористов, Шевелёва, Клавдия Никитовна, звеньевая Кутянской лесозащитной станции Днепропетровской области, — за внедрение в производство гнездового посева лесных полос по методу академика Т. Д. Лысенко и получение выдающихся успехов в условиях засушливой степи.
32. Соломкин, Пётр Семёнович, профессор ВИЭВАН, — за разработку метода изготовления сыворотки и вакцины против заразного заболевания животных — болезни Ауэски.
33. Стратонович, Арсений Иванович, ст. н. с. ЦНИИЛХ, Юркевич, Иван Данилович, профессор Белорусского НИИЛХ, Букштынов, Алексей Данилович, нач. отдела по руководству лесохозяйственной пропагандой МДХ СССР, Моисеенко, Степан Никифорович, н. с. Дальневосточного НИИЛХ, Чуйков, Пётр Игнатьевич, ст. инженер Главрасткаучука МХП СССР, Кощеев, Андрей Лукич, ст. н. с. ИЛАН, Боссэ, Георгий Густавович, ст. н. с. ГУ по заповедникам при СМ РСФСР, — за разработку агротехники выращивания бересклета и методов обогащения его корней и стеблей гуттой.
34. Тишаева, Хурмат, звеньевая колхоза имени 25-летия Узбекистана Рометанского района Бухарской области, Щербаков, Иван Афанасьевич, ст. н. с. Среднеазиатского НИИ шелководства, — за скоростной метод выкормки тутового шелкопряда и усовершенствование технологии гренажного производства.
35. Фролов, Тихон Васильевич, ст. агроном-методист Управления Научно-исследовательских учреждений Главсельпропаганды МСХ СССР, — за выведение сорта гваюлы «Пионер Карабаха».
36. Чумаков, Михаил Иванович, руководитель работы, Васильев Михаил Николаевич, зам. директора Северокавказского, Башкатов, Василий Петрович, ст. зоотехник треста конных заводов; Карпов, Пётр Фёдорович, ст. зоотехник, Дедик, Антон Самойлович, ст. чабан конного завода имени С. М. Будённого, — за выведение новой породы тонкорунных овец «Сальская».
37. Яблоков, Александр Сергеевич, профессор ВНИИЛХ, — за выведение быстрорастущих межвидовых гибридов осины и пирамидального тополя.
38. Якименко, Николай Маркович, руководитель работы, Ивановский, Аполлон Васильевич, Лопатин, Евгений Григорьевич, инженеры, — за разработку технологического процесса.

## Лёгкая и пищевая промышленность

### Вторая степень
1. Ковалёв, Фёдор Лукич, директор тонкосуконной фабрики «Пролетарская победа», — за новые методы изучения и массовое внедрение передового стахановского метода работы.
2. Корабельникова, Лидия Гавриловна, бригадир обувной фабрики «Парижская Коммуна», Кузнецов, Фёдор Максимович, нач. цеха Государственной фабрики кожаных изделий МЛП СССР, — инициаторы соцсоревнования за комплексную экономию сырья.
3. Ларин, Пётр Сергеевич, Герасимов, Пётр Дмитриевич, руководители работы, Вострухин, Алексей Константинович, Закощиков, Александр Павлович, Кузьмин, Виктор Васильевич, Малахов, Роман Алексеевич, Россомагин, Николай Владимирович, Родин, Николай Саввич, Сапрыгина, Наталья Николаевна, Туриков, Георгий Владимирович, Постников, Владимир Константинович, Балакирев, Павел Михайлович, инженеры, — за разработку нового технологического процесса.
4. Тарутин, Павел Петрович, руководитель работы, зав. лабораторией, Хусид, Зельман Давидович, зам. директора, Братухин, Алексей Михайлович, зав. лабораторией ВНИИ зерна и продуктов его переработки; Бершак, Пётр Борисович, нач. цеха, Данилин, Алексей Степанович, гл. инженер, Шибряев, Филипп Дмитриевич, директор, Лындин, Фёдор Николаевич, зам. крупчатника сортовой мельницы Московского мельничного комбината имени А. Д. Цюрупы; Хорцев, Борис Николаевич, гл. инженер, Щербаков, Сергей Иванович, гл. крупчатник ГУ Министерства заготовок СССР; Гавриченко, Дмитрий Николаевич, ст. инженер Госплана СССР, — за разработку и внедрение улучшенного сортового помола пшеницы.

### Третья степень
1. Елисеев, Илья Яковлевич, руководитель работы, Грачёв, Павел Никитович, Крылов, Иван Викторович, Кузнецов, Сергей Фёдорович, Степин, Владимир Яковлевич, Чичков, Сергей Иванович, инженеры, — за усовершенствование технологического процесса.
2. Курочкин, Никанор Илларионович, нач. производства фабрики свето-зеркальной аппаратуры, — за создание новых способов и коренные усовершенствования метода изготовления сложных стеклянных изделий.
3. Михайлов Николай Васильевич, нач. физико-химического отдела ВНИИ искусственного волокна, Бондарь, Николай Дмитриевич, гл. инженер комбината «Красный маяк», Весновский, Владимир Дмитриевич, зав. кордным производством завода, Дич, Самуил Львович, гл. инженер Государственного института по проектированию предприятий искусственного волокна, Карасёва, Анна Николаевна, нач. ОТК завода, Голодок, Сергей Игнатьевич, нач. смены, Ястржемский, Андрей Владимирович, нач. прядильного корпуса завода, Лаврушин, Фёдор Иванович, зав. производством, Рузанова, Нина Петровна, прядильщица завода, Карасёв, Дмитрий Михайлович, нач., Кутьин, Василий Михайлович, гл. инженер ГУ МЛП СССР; Яминская, Елизавета Яковлевна, н. с. НИИ шинной промышленности, — за освоение и внедрение в промышленность вискозного корда для автомобильных шин.
4. Потапов, Анатолий Алексеевич, нач. цеха, Щенёв, Иван Семёнович, инженер Центрального института организации труда и механизации производства МСХМ СССР, — за разработку и внедрение нового скоростного метода изготовления и размножения чертежей и другой технической документации.
5. Родионов Александр Михайлович, руководитель работы, зам. директора, Акимова, Тамара Владимировна, зав. лабораторией НИИ меховой промышленности; Афанасьев, Георгий Захарович, зав., Михайлов, Фёдор Кириллович, Халитов, Рахим Хасанович, нач. цехов меховой фабрики; Гаркави, Михаил Ильич, гл. инженер, Комиссаренко, Юлий Семёнович, директор, Шамсутдинов, Кашаф Шайхутдинович, нач. лаборатории Казанского мехового комбината; Коновалов, Андрей Иванович, гл. инженер ГУ, Мартынов Сергей Фёдорович, нач. ПТО главка МЛП СССР; Клочков, Сергей Алексеевич, гл. инженер МЛП РСФСР, — за разработку и промышленное освоение нового метода обработки меховой овчины с облагороживанием мехового покрова.
6. Солинов, Фёдор Григорьевич, зам. директора, Тыкачинский, Исай Давидович, зав. лабораторией, Ботвинкин, Олег Константинович, директор, Королёв, Сергей Иванович, конструктор ВНИИстекла; Хлескин, Николай Артемьевич, гл. инженер Красноусольского завода, Руга, Астий Севостьянович, гл. инженер стеклозавода имени Октябрьской революции, Стекленкин, Александр Георгиевич, мастер, Луковников, Александр Павлович, директор стеклозавода имени В. Володарского; Ломтев, Дмитрий Андреевич, нач. Главстройстекло МПСМ СССР, Новиков, Фёдор Фёдорович, директор Львовского завода Главтехстекло, Передериенко, Тамара Даниловна, нач. цеха, Дубов, Фёдор Матвеевич, мастер, Колдаев, Борис Георгиевич, гл. инженер управления МЗ СССР, — за разработку и промышленное внедрение нового способа выработки листового стекла.
7. Солодова, Ираида Ивановна, ткачиха фабрики Большой Ивановской мануфактуры, Седова, Екатерина Кузьминична, механик-наладчик швейной фабрики, Усанова, Пелагея Дмитриевна, розничница Куровского меланжевого комбината, Лаврентьева, Наталья Ивановна, ткачиха Казанского льнокомбината имени В. И. Ленина, Арсеньев, Александр Нилович, бригадир обувной фабрики «Заря свободы», Киколашвили, Ирадион Александрович, ст. механик цеха обувной фабрики имени Л. П. Берия, Манцев, Иван Михайлович, строгаль кож Московского хромового кожевенного завода, Филатова, Александра Александровна, бригадир Илья-Высоковского льнозавода, Баранов, Павел Васильевич, ст. мастер чулочной фабрики имени В. П. Ногина, — за новые стахановские методы работы и усовершенствование производства на предприятиях лёгкой промышленности.
8. Третьяков, Павел Григорьевич, руководитель работы, Бухтанов, Иван Никитич, Великовский, Абрам Семёнович, Горшков Александр Иванович, Зубов Алексей Алексеевич, Каллер, Лев Григорьевич, Кононов, Анатолий Иванович, инженеры НИИ МЛП СССР; Купершмидт, Моисей Зусьвич, конструктор Киевских экспериментальных мастерских Главмашдетали, Леонтьев, Дмитрий Иванович, Пешехонов, Андрей Николаевич, работники Ивановского ремизо-бердочного завода, Смирнов, Александр Николаевич, техник по хлопкопрядению Ивановского меланжевого комбината имени К. И. Фролова, Сушин, Василий Ефимович, нач. ГУ машино- и деталестроения МЛП СССР, Трофимов, Иван Романович, мастер Прядильно-ниточного комбината имени С. М. Кирова, — за освоение производства и массовое внедрение цельно-металлической пильчатой ленты в хлопчато-бумажную промышленность.
9. Янчук, Георгий Яковлевич, руководитель работы, Егоров, Георгий Петрович, Поярков, Александр Сергеевич, Гольцев, Николай Васильевич, инженеры, Пенкина, Александра Борисовна, Иванов-Антоненков, Алексей Григорьевич, пом. мастера, Клочков, Фёдор Андреевич, кузнец, Полюсук, Аркадий Менделевич, нач. цеха, Ананьева, Надежда Григорьевна, техник цеха, Владимиров, Борис Михайлович, н. с. НИИ, — за разработку и внедрение в промышленность машин для производства новых технических тканей

## Медицина

### Вторая степень
1. Бресткин, Михаил Павлович, руководитель работы, Комендантов, Георгий Леонидович, Левашёв, Вадим Васильевич, Португалов, Виктор Валентинович, Лаврентьев Владимир Иванович, Турецкий, Семён Исаевич, н. с., — за разработку новых методов физиологических исследований.
2. Гудов, Василий Федотович, руководитель работы, инженер-конструктор, Капитанов, Николай Николаевич, Кукушкин, Леонид Иванович, Поляков, Фёдор Устинович, Стрекопытов, Алексей Алексеевич, Какабьян, Александр Павлович, ст. инженеры-конструкторы, Петрова, Наталия Петровна, врач-хирург ВНИИ медицинского инструментария и оборудования; Андросов, Павел Иосифович, зав. отделением МГНИИСП имени Н. В. Склифосовского, Ахалая, Михаил Георгиевич, врач-хирург 2-го ММИ имени И. В. Сталина, — за создание аппарата для сшивания кровеносных сосудов.
3. Овощников, Максимилиан Семёнович, руководитель работы, зав. отделом, Иванов, Вадим Николаевич, ч.-к. АМН СССР, консультант Киевского РРОИ; Прокофьев, Александр Иванович, конструктор ЦКБ Главмедпрома, — за разработку новой конструкции томофлюорографа, аппарата для диагностики заболеваний внутренних органов.
4. Кудряшов, Борис Александрович, профессор МГУ имени М. В. Ломоносова, Бейлинсон, Анастасия Васильевна, зав. отделом, Лебедев, Николай Евгеньевич, зам. директора ИЭМ имени Н. Ф. Гамалеи АМН СССР, — за разработку и организацию производства нового медицинского препарата.

### Третья степень
1. Аничков, Сергей Викторович, руководитель работы, д. ч., Савицкий, Николай Николаевич, ч.-к. АМН СССР; Кузнецов, Сергей Георгиевич, н. с., — за создание нового лечебного препарата.
2. Гиллер, Соломон Аронович, руководитель работы, ст. н. с. Института лесохозяйственных проблем АН Латвийской ССР, Калниньш, Арвид Иванович, д. ч. АН Латвийской ССР; Семенюк, Гордей Михайлович, директор, Науменко, Николай Никифорович, Гершов, Мейер Мовшевич, инженеры Рижского фармацевтического завода, — за внедрение нового метода производства лечебного препарата «ПАСК».
3. Гордеев, Вячеслав Григорьевич, к. м. н., ординатор Станиславского ОКВД, — за разработку и внедрение в медицинскую практику специального средства «Жидкость Гордеева» для лечения опухолей и язвенных заболеваний кожи.
4. Ларионов, Леонид Фёдорович, профессор, зав. лабораторией Института онкологии АМН СССР, Немец, Вульф Григорьевич, профессор ЛТИ имени Ленсовета, — за разработку нового метода лечения лимфогранулематоза и белокровия препаратом «Эмбихин» и внедрение его в практику здравоохранения.
5. Никонов, Всеволод Александрович, зав. лабораторией Первого республиканского челюстно-лицевого госпиталя инвалидов Отечественной войны МЗ УССР, Цыба, Николай Андреевич, зам Министра социального обеспечения УССР, Пипикова, Татьяна Ефимовна, лаборант Сталинского райпромкомбината Киева, — за разработку активно-косметического протеза кисти руки.
6. Савостин, Дмитрий Георгиевич, руководитель работы, Фенюк, Борис Константинович, Фёдоров Владимир Николаевич, Семёнов Николай Михайлович, Попов Александр Васильевич, Найден, Пётр Евгеньевич, Пастухов Борис Николаевич, Тропин, Николай Николаевич, Вугмейстер, Овсей Исаакович, Рыжкова, Мария Никитична, н. с., — за разработку и внедрение в практику нового метода борьбы с грызунами, переносчиками болезней.
7. Ханеня, Филипп Семёнович, руководитель работы, зав. лабораторией, Гладких, Вера Фёдоровна, Гугняев, Иассон Эммануилович, Першин, Григорий Николаевич, ВНИХФИ имени С. Орджоникидзе; Прохорович, Ермолай Васильевич, гл. врач ДКБ г. Москвы, — за разработку и внедрение нового способа лечения бациллярной дизентерии.